# Система оценки телевизионного контента
Система оценки телевизионного контента — это система оценки и отчёта о пригодности телевизионного контента для детей, подростков или взрослых. Многие страны имеют свою собственную систему оценки ТВ, поэтому эта система рейтингования стран может отличаться в зависимости от местных приоритетов. Программы оцениваются организацией, управляющей системой, вещателем, или производителями контента.
Рейтинг обычно устанавливается для каждого отдельного эпизода сериала. Рейтинг может меняться в зависимости от эпизода, сети, повтора и страны. Таким образом, в рейтингах программ обычно нет смысла, если не указано, когда и где используется рейтинг.

## Сравнительная таблица
Сравнение существующих систем рейтингов телевизионного контента, показывающих возраст по горизонтальной оси. Однако следует отметить, что конкретные критерии, используемые при присвоении классификации, могут сильно отличаться в зависимости от страны. Таким образом, цветовой код или возрастной диапазон не могут быть напрямую сопоставлены из одной страны в другую.
Расшифровка:
- Белый  — Без ограничений: Подходит для всех возрастов / Ориентирован на юную аудиторию / Освобождён / Не оценён / Не имеет применимого рейтинга.
- Жёлтый  — Без ограничений: Для определённого возрастного диапазона рекомендуется родительский контроль.
- Фиолетовый  — Без ограничений: Не рекомендуется для юной аудитории, но не ограничен.
- Красный  — Ограничение: Требуется родительское сопровождение для младшей аудитории.
- Чёрный  — Запрет: Исключительно для старшей аудитории / Ограничен определённой аудиторией / Просмотр ограничен по возрасту / Запрещён.
- Серый  — В этих случаях — запрет, а в других случаях — родительский контроль.

| Страна                        | 0/1             | 2               | 3               | 4               | 5               | 6               | 7               | 8               | 9               | 10              | 11              | 12                  | 13                  | 14                  | 15                  | 16                  | 17                  | 18              | 19              | 20              | 21              | Другое      | Время показа |
| ----------------------------- | --------------- | --------------- | --------------- | --------------- | --------------- | --------------- | --------------- | --------------- | --------------- | --------------- | --------------- | ------------------- | ------------------- | ------------------- | ------------------- | ------------------- | ------------------- | --------------- | --------------- | --------------- | --------------- | ----------- | --- |
| Австралия                     | G               | G               | G               | G               | G               | G               | G               | G               | G               | G               | G               | G                   | G                   | G                   | M                   | M                   | M                   | R18+            | R18+            | R18+            | R18+            | E           | M: Может выходить в эфир только с 12:00 до 15:00 (кроме ABC Me) и с 19:30 (20:30 для ABC Me) до 05:00 MA15+: Может выходить в эфир только с 20:30 (21:00 для ABC Me) до 05:00                                                                                            |
| Австралия                     | PG              | PG              | PG              | PG              | PG              | PG              | PG              | PG              | PG              | PG              | PG              | PG                  | PG                  | PG                  | MA15+               | MA15+               | MA15+               | R18+            | R18+            | R18+            | R18+            | E           | M: Может выходить в эфир только с 12:00 до 15:00 (кроме ABC Me) и с 19:30 (20:30 для ABC Me) до 05:00 MA15+: Может выходить в эфир только с 20:30 (21:00 для ABC Me) до 05:00                                                                                            |
| Австралия                     | P               | P               | P               | P               | C               | C               | C               | C               | C               | C               | C               | C                   | C                   | N/A                 | N/A                 | N/A                 | N/A                 | X18+            | X18+            | X18+            | X18+            | E           | M: Может выходить в эфир только с 12:00 до 15:00 (кроме ABC Me) и с 19:30 (20:30 для ABC Me) до 05:00 MA15+: Может выходить в эфир только с 20:30 (21:00 для ABC Me) до 05:00                                                                                            |
| Аргентина                     | ATP             | ATP             | ATP             | ATP             | ATP             | ATP             | ATP             | ATP             | ATP             | ATP             | ATP             | ATP                 | +13                 | +13                 | +13                 | +16                 | +16                 | +18             | +18             | +18             | +18             | N/A         | +13, +16, +18: Может выходить в эфир только с 22:00 до 07:00 |
| Армения                       | GA              | EC              | EC              | EC              | E               | E               | E               | E               | E9/TW           | E9/TW           | E9/TW           | T                   | T                   | T                   | T                   | M                   | AO                  | A               | A               | A               | A               | N/A         | Y: Выходит в эфир через 20 мин. после детской зоны A: Выходит в эфир с 8:00 до 14:00 по выходным (с 9:00 до 15:00 по будням и с 22:00 до 6:00 для телеканала "Армения ТВ") и с полуночи до 6:00 ежедневно в бесплатном эфире                                             |
| Армения                       | Y               | Y               | Y               | Y               | Y               | Y               | Y7              | Y7              | Y7              | Y7              | Y7              | Y7                  | Y7                  | Y7                  | Y7                  | Y7                  | AO                  | A               | A               | A               | A               | N/A         | Y: Выходит в эфир через 20 мин. после детской зоны A: Выходит в эфир с 8:00 до 14:00 по выходным (с 9:00 до 15:00 по будням и с 22:00 до 6:00 для телеканала "Армения ТВ") и с полуночи до 6:00 ежедневно в бесплатном эфире                                             |
| Болгария                      | Не оценён       | Не оценён       | Не оценён       | Не оценён       | Не оценён       | Не оценён       | Не оценён       | Не оценён       | Не оценён       | Не оценён       | Не оценён       | 12                  | 12                  | 14                  | 14                  | 16                  | 16                  | 18              | 18              | 18              | 18              | N/A         | 18: Нельзя транслировать до 23:00 |
| Бразилия                      | L               | L               | L               | L               | L               | L               | L               | L               | L               | 10              | 10              | 12                  | 12                  | 14                  | 14                  | 16                  | 16                  | 18              | 18              | 18              | 18              | N/A         | N/A |
| Венгрия                       | Не оценён       | Не оценён       | Не оценён       | Не оценён       | Не оценён       | 6               | 6               | 6               | 6               | 6               | 6               | 12                  | 12                  | 12                  | 12                  | 16                  | 16                  | 18              | 18              | 18              | 18              | N/A         | 16: Может выходить в эфир только с 21:00 до 05:00 18: Может выходить в эфир только с 22:00 до 05:00 |
| Венгрия                       | GY              |                 |                 |                 |                 | 6               | 6               | 6               | 6               | 6               | 6               | 12                  | 12                  | 12                  | 12                  | 16                  | 16                  | 18              | 18              | 18              | 18              | N/A         | 16: Может выходить в эфир только с 21:00 до 05:00 18: Может выходить в эфир только с 22:00 до 05:00 |
| Венесуэла                     | Todo usuario    | Todo usuario    | Todo usuario    | Todo usuario    | Todo usuario    | Todo usuario    | Todo usuario    | Todo usuario    | Todo usuario    | Todo usuario    | Todo usuario    | Todo usuario        | Todo usuario        | Todo usuario        | Todo usuario        | Todo usuario        | Todo usuario        | Adulto          | Adulto          | Adulto          | Adulto          | N/A         | Supervisado: Может выходить в эфир только с 19:00 до 07:00 Adulto: Может выходить в эфир только с 23:00 до 05:00 |
| Венесуэла                     | Supervisado     |                 |                 |                 |                 |                 |                 |                 |                 |                 |                 |                     |                     |                     |                     |                     |                     | Adulto          | Adulto          | Adulto          | Adulto          | N/A         | Supervisado: Может выходить в эфир только с 19:00 до 07:00 Adulto: Может выходить в эфир только с 23:00 до 05:00 |
| Германия                      | Не оценён       | Не оценён       | Не оценён       | Не оценён       | Не оценён       | Не оценён       | Не оценён       | Не оценён       | Не оценён       | Не оценён       | Не оценён       | Не оценён           | Не оценён           | Не оценён           | Не оценён           | 16                  | 16                  | 18              | 18              | 18              | 18              | N/A         | 16: Может выходить в эфир только с 22:00 до 6:00 18: Может выходить в эфир только с 23:00 до 6:00 |
| Гонконг                       | Не оценён       | Не оценён       | Не оценён       | Не оценён       | Не оценён       | Не оценён       | Не оценён       | Не оценён       | Не оценён       | Не оценён       | Не оценён       | Не оценён           | Не оценён           | Не оценён           | Не оценён           | Не оценён           | Не оценён           | M               | M               | M               | M               | N/A         | PG: Нельзя транслировать с 16:00 до 20:30 ежедневно M: Может выходить в эфир только с 23:00 до 6:00 |
| Гонконг                       | PG              |                 |                 |                 |                 |                 |                 |                 |                 |                 |                 |                     |                     |                     |                     |                     |                     | M               | M               | M               | M               | N/A         | PG: Нельзя транслировать с 16:00 до 20:30 ежедневно M: Может выходить в эфир только с 23:00 до 6:00 |
| Греция                        | K               | K               | K               | K               | K               | K               | K               | 8               | 8               | 8               | 8               | 12                  | 12                  | 12                  | 12                  | 16                  | 16                  | 18              | 18              | 18              | 18              | N/A         | 8: Может выходить в эфир только через 30 минут после детской зоны 12: Может выходить в эфир только с 21:30 до 6:00 или с 22:00 до 6:00 по выходным и школьным каникулам 16: Может выходить в эфир только с 23:00 до 6:00 18: Может выходить в эфир только с 1:00 до 6:00 |
| Страна                        | 0/1             | 2               | 3               | 4               | 5               | 6               | 7               | 8               | 9               | 10              | 11              | 12                  | 13                  | 14                  | 15                  | 16                  | 17                  | 18              | 19              | 20              | 21              | Другое      | Время показа |
| Израиль                       | G               | G               | G               | G               | G               | G               | G               | 8+              | 8+              | 8+              | 8+              | 12+                 | 12+                 | 12+                 | 15+                 | 15+                 | 15+                 | 18+             | 18+             | 18+             | 18+             | E           | 18+: выходит в эфир с 23:00 до 6:00 |
| Индия                         | U               | U               | U               | U               | U               | U               | U               | U               | U               | U               | U               | UA                  | UA                  | UA                  | UA                  | UA                  | UA                  | A               | A               | A               | A               | S           | A: Может выходить в эфир только с 23:00 до 5:00 |
| Индонезия                     | N/A             | SU              | SU              | SU              | SU              | SU              | A-BO            | A-BO            | A-BO            | A-BO            | A-BO            | A-BO                | R-BO                | R-BO                | R-BO                | R-BO                | R-BO                | D               | D               | D               | D               | N/A         | D: Может выходить в эфир только с 22:00 до 03:00 |
| Индонезия                     | N/A             | P-BO            |                 |                 |                 |                 | A-BO            | A-BO            | A-BO            | A-BO            | A-BO            | A-BO                | R-BO                | R-BO                | R-BO                | R-BO                | R-BO                | D               | D               | D               | D               | N/A         | D: Может выходить в эфир только с 22:00 до 03:00 |
| Индонезия                     | N/A             | P               | P               | P               | P               | P               | A               | A               | A               | A               | A               | A                   | R                   | R                   | R                   | R                   | R                   | D               | D               | D               | D               | N/A         | D: Может выходить в эфир только с 22:00 до 03:00 |
| Испания                       | TP              | TP              | TP              | TP              | TP              | TP              | 7               | 7               | 7               | 10              | 10              | 12                  | 13                  | 13                  | 13                  | 16                  | 16                  | 18              | 18              | 18              | 18              | N/A         | 18: Может выходить в эфир только с 22:00 до 06:00 |
| Испания                       | ERI             |                 |                 |                 |                 |                 | 7               | 7               | 7               | 10              | 10              | 12                  | 13                  | 13                  | 13                  | 16                  | 16                  | 18              | 18              | 18              | 18              | N/A         | 18: Может выходить в эфир только с 22:00 до 06:00 |
| Италия                        | T               | T               | T               | T               | T               | T               | T               | T               | T               | T               | T               | 12                  | 12                  | 14                  | 14                  | 14                  | 14                  | 18              | 18              | 18              | 18              | N/A         | N/A |
| Италия                        | BA              |                 |                 |                 |                 |                 |                 |                 |                 |                 |                 | 12                  | 12                  | 14                  | 14                  | 14                  | 14                  | 18              | 18              | 18              | 18              | N/A         | N/A |
| Канада (за пределами Квебека) | G               | G               | G               | G               | G               | G               | G               | PG              | PG              | PG              | PG              | PG                  | PG                  | 14+                 | 14+                 | 14+                 | 14+                 | 18+             | 18+             | 18+             | 18+             | E           | 14+: Может выходить в эфир только с 18:00 до 6:00 18+: Может выходить в эфир только с 21:00 до 5:30 (Рейтинги 16 и 18 в Квебеке следуют аналогичным протоколам) |
| Канада (за пределами Квебека) | C               | C               | C               | C               | C               | C               | C               | C8              | C8              | C8              | C8              | C8                  | C8                  | 14+                 | 14+                 | 14+                 | 14+                 | 18+             | 18+             | 18+             | 18+             | E           | 14+: Может выходить в эфир только с 18:00 до 6:00 18+: Может выходить в эфир только с 21:00 до 5:30 (Рейтинги 16 и 18 в Квебеке следуют аналогичным протоколам) |
| (внутри Квебека)              | G               | G               | G               | G               | G               | G               | G               | 8               | 8               | 8               | 8               | 8                   | 13                  | 13                  | 13                  | 16                  | 16                  | 18              | 18              | 18              | 18              | E           | 14+: Может выходить в эфир только с 18:00 до 6:00 18+: Может выходить в эфир только с 21:00 до 5:30 (Рейтинги 16 и 18 в Квебеке следуют аналогичным протоколам) |
| Кипр                          | K               | K               | K               | K               | K               | K               | K               | K               | K               | K               | K               | 12                  | 12                  | 12                  | 15                  | 15                  | 15                  | 18              | 18              | 18              | 18              | N/A         | 18: Может выходить в эфир только с 01:00 до 6:00 |
| Колумбия                      | PTA             | PTA             | PTA             | PTA             | PTA             | PTA             | PTA             | PTA             | PTA             | PTA             | PTA             | Взрослые            | Взрослые            | Взрослые            | Взрослые            | Взрослые            | Взрослые            | Взрослые        | Взрослые        | Взрослые        | Взрослые        | N/A         | Adultos: Может выходить в эфир только с 21:30 до 07:00; в 22:00 должно быть передано сообщение, объясняющее, что началась взрослая полоса |
| Литва                         | Не оценён       | Не оценён       | Не оценён       | Не оценён       | Не оценён       | Не оценён       | N-7             | N-7             | N-7             | N-7             | N-7             | N-7                 | N-7                 | N-14                | N-14                | N-14                | N-14                | S               | S               | S               | S               | N/A         | N-14: Может выходить в эфир с 21:00 до 06:00 S: Может выходить в эфир с 23:00 до 06:00 |
| Малайзия                      | U               | U               | U               | U               | U               | U               | U               | U               | U               | U               | U               | P12                 | 13                  | 13                  | 13                  | 16                  | 16                  | 18              | 18              | 18              | 18              | N/A         | 18: Может выходить в эфир только с 22:00 до 05:00 |
| Марокко                       | Без ограничений | Без ограничений | Без ограничений | Без ограничений | Без ограничений | Без ограничений | Без ограничений | Без ограничений | Без ограничений | −10             | −10             | −12                 | −12                 | −12                 | −12                 | −16                 | −16                 | −16             | −16             | −16             | −16             | N/A         | -10, -12: Нельзя транслировать с 12:00 до 19:00 (можно транслировать с 14:00 до 17:00) в будние дни; нельзя транслировать с 14:00 до 00:00 в выходные и праздничные дни -16: Может выходить в эфир только с 22:30 до 00:00                                               |
| Мексика                       | A               | A               | A               | A               | A               | A               | A               | A               | A               | A               | A               | B                   | B                   | B                   | B-15                | B-15                | B-15                | C               | C               | C               | C               | N/A         | B: Может выходить в эфир только с 16:00 до 5:59 B-15: Может выходить в эфир только с 19:00 до 5:59 C: Может выходить в эфир только с 21:00 до 5:59 D: Может выходить в эфир только с полуночи до 5:00                                                                    |
| Мексика                       | AA              | AA              | AA              | AA              | AA              | AA              | AA              | AA              | AA              | AA              | AA              | B                   | B                   | B                   | B-15                | B-15                | B-15                | D               | D               | D               | D               | N/A         | B: Может выходить в эфир только с 16:00 до 5:59 B-15: Может выходить в эфир только с 19:00 до 5:59 C: Может выходить в эфир только с 21:00 до 5:59 D: Может выходить в эфир только с полуночи до 5:00                                                                    |
| Нидерланды                    | AL              | AL              | AL              | AL              | AL              | 6               | 6               | 6               | 9               | 9               | 9               | 12                  | 12                  | 14                  | 14                  | 16                  | 16                  | 18              | 18              | 18              | 18              | N/A         | 12/14/16: Может выходить в эфир только с 20:00 до 06:00 18: Может выходить в эфир только с полуночи до 06:00 |
| Новая Зеландия                | G               | G               | G               | G               | G               | G               | G               | G               | G               | G               | G               | G                   | G                   | G                   | G                   | M                   | M                   | 18              | 18              | 18              | 18              | N/A         | 18: Может выходить в эфир только с 09:00 до 15:00 и с 20:00 до 06:00 |
| Новая Зеландия                | PG              | PG              | PG              | PG              | PG              | PG              | PG              | PG              | PG              | PG              | PG              | PG                  | PG                  | PG                  | PG                  | 16                  | 16                  | 18              | 18              | 18              | 18              | N/A         | 18: Может выходить в эфир только с 09:00 до 15:00 и с 20:00 до 06:00 |
| Страна                        | 0/1             | 2               | 3               | 4               | 5               | 6               | 7               | 8               | 9               | 10              | 11              | 12                  | 13                  | 14                  | 15                  | 16                  | 17                  | 18              | 19              | 20              | 21              | Другое      | Время показа |
| Норвегия                      | Без ограничений | Без ограничений | Без ограничений | Без ограничений | Без ограничений | 6               | 6               | 6               | 9               | 9               | 9               | 12                  | 12                  | 12                  | 15                  | 15                  | 15                  | 18              | 18              | 18              | 18              | N/A         | 12: Может выходить в эфир только с 19:00 до 05:30 15, 18: Может выходить в эфир только с 21:00 до 05:30 |
| Перу                          | APT             | APT             | APT             | APT             | APT             | APT             | APT             | APT             | APT             | APT             | APT             | APT                 | APT                 | 14                  | 14                  | 14                  | 14                  | 18              | 18              | 18              | 18              | N/A         | 18: Может выходить в эфир только с 23:00 до 06:00 |
| Польша                        | BO              | BO              | BO              | BO              | BO              | BO              | 7               | 7               | 7               | 7               | 7               | 12                  | 12                  | 12                  | 12                  | 16                  | 16                  | 18              | 18              | 18              | 18              | N/A         | 16: Может выходить в эфир только с 20:00 до 06:00 18: Может выходить в эфир только с 23:00 до 06:00 |
| Португалия                    | T               | T               | T               | T               | T               | T               | T               | T               | T               | 10AP            | 10AP            | 12AP                | 12AP                | 12AP                | 12AP                | 16                  | 16                  | 16              | 16              | 16              | 16              | N/A         | 16: Может выходить в эфир только с 22:30 до 06:00 |
| Россия                        | 0+              | 0+              | 0+              | 0+              | 0+              | 6+              | 6+              | 6+              | 6+              | 6+              | 6+              | 12+                 | 12+                 | 12+                 | 12+                 | 16+                 | 16+                 | 18+             | 18+             | 18+             | 18+             | N/A         | N/A |
| Румыния                       | Не оценён       | Не оценён       | Не оценён       | Не оценён       | Не оценён       | Не оценён       | Не оценён       | Не оценён       | Не оценён       | Не оценён       | Не оценён       | 12                  | 12                  | 12                  | 15                  | 15                  | 15                  | 18              | 18              | 18              | 18              | N/A         | 12: Может выходить в эфир только с 20:00 до 06:00 15: Может выходить в эфир только с 22:00 до 05:00 18: Может выходить в эфир только с 23:00 до 05:00 |
| Румыния                       | AP              |                 |                 |                 |                 |                 |                 |                 |                 |                 |                 | 12                  | 12                  | 12                  | 15                  | 15                  | 15                  | 18              | 18              | 18              | 18              | N/A         | 12: Может выходить в эфир только с 20:00 до 06:00 15: Может выходить в эфир только с 22:00 до 05:00 18: Может выходить в эфир только с 23:00 до 05:00 |
| Сальвадор                     | A               | A               | A               | A               | A               | A               | A               | A               | A               | A               | A               | B                   | B                   | B                   | C                   | C                   | C                   | D               | D               | D               | E               | N/A         | E: Может выходить в эфир только с 22:00 до 6:00 |
| Северная Македония            | [Зелёный круг]  | [Зелёный круг]  | [Зелёный круг]  | [Зелёный круг]  | [Зелёный круг]  | [Зелёный круг]  | [Зелёный круг]  | [Жёлтый круг]   | [Жёлтый круг]   | [Жёлтый круг]   | [Жёлтый круг]   | [Оранжевый квадрат] | [Оранжевый квадрат] | [Оранжевый квадрат] | [Оранжевый квадрат] | [Синий треугольник] | [Синий треугольник] | [Красный крест] | [Красный крест] | [Красный крест] | [Красный крест] | N/A         | 12: Может выходить в эфир только с 20:00 до 5:00 16: Может выходить в эфир только с 22:00 до 5:00 X: Может выходить в эфир только с 0:00 до 5:00 |
| Сингапур                      | G               | G               | G               | G               | G               | G               | G               | G               | G               | G               | G               | G                   | PG13                | PG13                | PG13                | NC16                | NC16                | M18             | M18             | M18             | R21             | N/A         | PG13: Может выходить в эфир только с 22:00 до 6:00 в бесплатном эфире M18: Может выходить в эфир только с 22:00 до 6:00 |
| Сингапур                      | PG              |                 |                 |                 |                 |                 |                 |                 |                 |                 |                 |                     | PG13                | PG13                | PG13                | NC16                | NC16                | M18             | M18             | M18             | R21             | N/A         | PG13: Может выходить в эфир только с 22:00 до 6:00 в бесплатном эфире M18: Может выходить в эфир только с 22:00 до 6:00 |
| Словакия                      | Не оценён       | Не оценён       | Не оценён       | Не оценён       | Не оценён       | Не оценён       | 7               | 7               | 7               | 7               | 7               | 12                  | 12                  | 12                  | 15                  | 15                  | 15                  | 18              | 18              | 18              | 18              | N/A         | 15: Может выходить в эфир только с 20:00 до 6:00 18: Может выходить в эфир только с 22:00 до 6:00 |
| Словения                      | VS              | VS              | VS              | VS              | VS              | VS              | VS              | VS              | VS              | VS              | VS              | 12                  | 12                  | 12                  | 15                  | 15                  | 15                  | 18              | 18              | 18              | 18              | N/A         | 12: Может выходить в эфир только с 20:00 до 5:00 15: Может выходить в эфир только с 22:00 до 5:00 18: Может выходить в эфир только с полуночи до 5:00 18+ и 18++: Не допускается в бесплатном эфире                                                                      |
| Словения                      | VS              | VS              | VS              | VS              | VS              | VS              | VS              | VS              | VS              | VS              | VS              | 12                  | 12                  | 12                  | 15                  | 15                  | 15                  | 18+             |                 |                 |                 | N/A         | 12: Может выходить в эфир только с 20:00 до 5:00 15: Может выходить в эфир только с 22:00 до 5:00 18: Может выходить в эфир только с полуночи до 5:00 18+ и 18++: Не допускается в бесплатном эфире                                                                      |
| Словения                      | VS              | VS              | VS              | VS              | VS              | VS              | VS              | VS              | VS              | VS              | VS              | 12                  | 12                  | 12                  | 15                  | 15                  | 15                  | 18++            |                 |                 |                 | N/A         | 12: Может выходить в эфир только с 20:00 до 5:00 15: Может выходить в эфир только с 22:00 до 5:00 18: Может выходить в эфир только с полуночи до 5:00 18+ и 18++: Не допускается в бесплатном эфире                                                                      |
| США                           | TV-G (E/I)      | TV-G (E/I)      | TV-G (E/I)      | TV-G (E/I)      | TV-G (E/I)      | TV-G (E/I)      | TV-G (E/I)      | TV-G (E/I)      | TV-G (E/I)      | TV-G (E/I)      | TV-G (E/I)      | TV-G (E/I)          | TV-G (E/I)          | TV-14               | TV-14               | TV-14               | TV-MA               | TV-MA           | TV-MA           | TV-MA           | TV-MA           | N/A         | E/I: Может выходить в эфир только с 06:00 до 22:00 |
| США                           | TV-PG           |                 |                 |                 |                 |                 |                 |                 |                 |                 |                 |                     |                     | TV-14               | TV-14               | TV-14               | TV-MA               | TV-MA           | TV-MA           | TV-MA           | TV-MA           | N/A         | E/I: Может выходить в эфир только с 06:00 до 22:00 |
| США                           | TV-Y (E/I)      | TV-Y (E/I)      | TV-Y (E/I)      | TV-Y (E/I)      | TV-Y (E/I)      | TV-Y (E/I)      | TV-Y7 (E/I)     | TV-Y7 (E/I)     | TV-Y7 (E/I)     | TV-Y7 (E/I)     | TV-Y7 (E/I)     | TV-Y7 (E/I)         | TV-Y7 (E/I)         | TV-14               | TV-14               | TV-14               | TV-MA               | TV-MA           | TV-MA           | TV-MA           | TV-MA           | N/A         | E/I: Может выходить в эфир только с 06:00 до 22:00 |
| Таиланд                       | Без ограничений | Без ограничений | Без ограничений | Без ограничений | Без ограничений | Без ограничений | Без ограничений | Без ограничений | Без ограничений | Без ограничений | Без ограничений | Без ограничений     | PG 13               | PG 13               | PG 13               | PG 13               | PG 13               | PG 18           | PG 18           | Взрослые люди   | Взрослые люди   | N/A         | PG 13: Может выходить в эфир только с 20:30 до 05:00 PG 18: Может выходить в эфир только с 22:00 до 05:00 Взрослые люди: Может выходить в эфир только с полуночи до 05:00                                                                                                |
| Таиланд                       | Дошкольное      | Дошкольное      | Дошкольное      | Дошкольное      | Дошкольное      | Дети            | Дети            | Дети            | Дети            | Дети            | Дети            | Дети                | PG 13               | PG 13               | PG 13               | PG 13               | PG 13               | PG 18           | PG 18           | Взрослые люди   | Взрослые люди   | N/A         | PG 13: Может выходить в эфир только с 20:30 до 05:00 PG 18: Может выходить в эфир только с 22:00 до 05:00 Взрослые люди: Может выходить в эфир только с полуночи до 05:00                                                                                                |
| Страна                        | 0/1             | 2               | 3               | 4               | 5               | 6               | 7               | 8               | 9               | 10              | 11              | 12                  | 13                  | 14                  | 15                  | 16                  | 17                  | 18              | 19              | 20              | 21              | Другое      | Время показа |
| Тайвань                       | 0+              | 0+              | 0+              | 0+              | 0+              | 6+              | 6+              | 6+              | 6+              | 6+              | 6+              | 6+                  | 6+                  | 6+                  | 15+                 | 15+                 | 15+                 | 18+             | 18+             | 18+             | 18+             | N/A         | N/A |
| Тайвань                       | 0+              | 0+              | 0+              | 0+              | 0+              | 6+              | 6+              | 6+              | 6+              | 6+              | 6+              | 12+                 |                     |                     | 15+                 | 15+                 | 15+                 | 18+             | 18+             | 18+             | 18+             | N/A         | N/A |
| Турция                        | Genel İzleyici  | Genel İzleyici  | Genel İzleyici  | Genel İzleyici  | Genel İzleyici  | Genel İzleyici  | 7+              | 7+              | 7+              | 7+              | 7+              | 7+                  | 13+                 | 13+                 | 13+                 | 13+                 | 13+                 | 18+             | 18+             | 18+             | 18+             | Освобождать | 13+: Может выходить в эфир только с 21:30 до 05:00 18+: Может выходить в эфир только с полуночи до 05:00 |
| Украина                       | Не оценён       | Не оценён       | Не оценён       | Не оценён       | Не оценён       | Не оценён       | Не оценён       | Не оценён       | Не оценён       | Не оценён       | Не оценён       | 12+                 | 12+                 | 12+                 | 12+                 | 16+                 | 16+                 | 18+             | 18+             | 18+             | 18+             | N/A         | 18+: Может выходить в эфир только с 22:00 до 06:00 |
| Филиппины                     | G               | G               | G               | G               | G               | G               | G               | G               | G               | G               | G               | G                   | SPG                 | SPG                 | SPG                 | SPG                 | SPG                 | SPG             | SPG             | SPG             | SPG             | N/A         | N/A |
| Филиппины                     | PG              |                 |                 |                 |                 |                 |                 |                 |                 |                 |                 |                     | SPG                 | SPG                 | SPG                 | SPG                 | SPG                 | SPG             | SPG             | SPG             | SPG             | N/A         | N/A |
| Финляндия                     | S               | S               | S               | S               | S               | S               | K7              | K7              | K7              | K7              | K7              | K12                 | K12                 | K12                 | K12                 | K16                 | K16                 | K18             | K18             | K18             | K18             | N/A         | K7: Нельзя транслировать до 7:00 K12: Нельзя транслировать до 17:00 K16: Нельзя транслировать до 21:00 K18: Может выходить в эфир только с 23:00 до 7:00 |
| Франция                       | Не оценён       | Не оценён       | Не оценён       | Не оценён       | Не оценён       | Не оценён       | Не оценён       | Не оценён       | Не оценён       | -10             | -10             | -12                 | -12                 | -12                 | -12                 | -16                 | -16                 | -18             | -18             | -18             | -18             | N/A         | -12: Может выходить в эфир только с 22:00 до 5:00 -16: Может выходить в эфир только с 22:30 до 5:00 -18: Может выходить в эфир только с полуночи до 5:00 |
| Хорватия                      | Не оценён       | Не оценён       | Не оценён       | Не оценён       | Не оценён       | Не оценён       | Не оценён       | Не оценён       | Не оценён       | Не оценён       | Не оценён       | 12                  | 12                  | 12                  | 15                  | 15                  | 15                  | 18              | 18              | 18              | 18              | N/A         | 15: Может выходить в эфир только с 20:00 до 4:00 18: Может выходить в эфир только с 23:00 до 04:00 |
| Чехия                         | Не оценён       | Не оценён       | Не оценён       | Не оценён       | Не оценён       | Не оценён       | Не оценён       | Не оценён       | Не оценён       | Не оценён       | Не оценён       | Не оценён           | Не оценён           | Не оценён           | Не оценён           | Не оценён           | Не оценён           | *               | *               | *               | *               | N/A         | *: Может выходить в эфир только с 22:00 до 6:00 |
| Чили                          | F               | F               | F               | F               | F               | F               | F               | F               | F               | F               | F               | R                   | R                   | R                   | R                   | R                   | R                   | A               | A               | A               | A               | N/A         | A: Может выходить в эфир только с 22:00 до 07:00 |
| Чили                          | I               | I               | I               | I               | I               | I               | I7              | I7              | I7              | I10             | I10             | I12                 | I12                 | I12                 | I12                 | I12                 | I12                 | A               | A               | A               | A               | N/A         | A: Может выходить в эфир только с 22:00 до 07:00 |
| Эквадор                       | A               | A               | A               | A               | A               | A               | A               | A               | A               | A               | A               | B                   | B                   | B                   | B                   | B                   | B                   | C               | C               | C               | C               | N/A         | C: Может выходить в эфир только с 22:00 до 06:00 |
| ЮАР                           | Без ограничений | Без ограничений | Без ограничений | Без ограничений | Без ограничений | PG              | PG              | PG              | PG              | PG              | PG              | PG                  | 13                  | 13                  | 13                  | 16                  | 16                  | 18              | 18              | 18              | 18              | N/A         | 16: Может выходить в эфир только с 21:00 до 04:30 18: Может выходить в эфир только с 22:00 до 04:30 |
| Южная Корея                   | ALL             | ALL             | ALL             | ALL             | ALL             | ALL             | 7               | 7               | 7               | 7               | 7               | 12                  | 12                  | 12                  | 15                  | 15                  | 15                  | 15              | 19              | 19              | 19              | Освобождать | 19: Может выходить в эфир только с 22:00 до 7:00; также может выходить в эфир с 9:00 до 13:00 по будням |
| Страна                        | 0/1             | 2               | 3               | 4               | 5               | 6               | 7               | 8               | 9               | 10              | 11              | 12                  | 13                  | 14                  | 15                  | 16                  | 17                  | 18              | 19              | 20              | 21              | Другое      | Время показа |

## Использование

### Австралия
Коммерческие телевизионные сети в Австралии обязаны соблюдать Australian Commercial Television Code of Practice, который регулируется Australian Communications and Media Authority, при этом Free TV Australia выступает в качестве посредника между сетями и ACMA, а также рассматривает жалобы зрителей.
Классификации для каждой программы, транслируемой по телевидению, определяются обученными специалистами по классификации в каждой сети.
Если зрители считают, что сеть нарушила Кодекс телевизионной практики (например, была дана неверная классификация), зрители могут подать жалобу в Free TV Australia, которая затем направит эту жалобу в сеть. Если зрители недовольны результатом, они могут направить свою жалобу в ACMA для расследования.

#### Рейтинги, ориентированные на детей
Эти часовые пояса далее регулируются Кодексом практики коммерческого телевидения Австралии, помимо и сверх коммерческого Кодекса практики. Обе классификации похожи на классификации G и PG соответственно с точки зрения допустимого контента, но специально ориентированы на детей, тогда как G определяет программный контент, который подходит для всех аудиторий, но не обязательно может быть интересен детям. До 2020 года коммерческие бесплатные станции были обязаны транслировать определенное количество часов контента в год. Эти квоты были отменены в октябре 2020 года, в результате чего вещатели не были обязаны транслировать программы, специально предназначенные для детей.
| Символ                | Сокращение | Имя          | Описание |
| --------------------- | ---------- | ------------ | --- |
| C-рейтинг (оранжевый) | C          | Children     | Программы, которые считаются специально отвечающими образовательным потребностям и интересам детей школьного возраста в возрасте 14 лет и младше. Контент с рейтингом C должен транслироваться с 7 утра до 8:30 утра или с 4 вечера до 8:30 вечера по будням или с 7 утра до 8:30 вечера по выходным и в дни школьных каникул. Каждая 30-минутная трансляция программы с рейтингом C не может содержать более шести минут и 30 секунд соответствующей рекламы. Программы и реклама не должны содержать одобрения коммерческих продуктов. |
| P-рейтинг (розовый)   | P          | Preschoolers | Программы, которые считаются специально отвечающими образовательным потребностям и интересам детей дошкольного возраста, которые еще не пошли в школу. Контент с рейтингом P должен транслироваться с 7:00 до 16:30 с понедельника по пятницу. Программы с рейтингом P должны транслироваться без какой-либо рекламы. Никакие призы не могут быть присуждены или предоставлены, а программы и реклама не должны содержать одобрения коммерческих продуктов.                                                                              |

#### Стандартные рейтинги
Классификации должны быть эквивалентны классификациям Australian Classification Board (ACB) с тем же названием. Обычно они представлены в той же форме, а иногда и в том же цвете, что и их аналоги ACB.
С декабря 2015 года ACMA ввела радикальные изменения в систему рейтингов для коммерческих сетей. Среди них было разрешение программам M и MA15+ выходить в эфир на час раньше, чем им было разрешено ранее, с 7:30 вечера и 8:30 вечера соответственно, программы PG могут выходить в эфир весь день, что отменило классификацию AV15+, а также изменения в том, когда может транслироваться реклама с более высокими классификациями.
Сети все еще[когда?] привыкают к этим изменениям, и это будет постепенное изменение, при этом многие программы уже классифицированы и запланированы на станциях на недели вперед, в соответствии со старым кодом. Seven Network, Nine Network и Network Ten продолжают эту тенденцию.
| Символ                     | Сокращение | Имя                                                        | Описание |
| -------------------------- | ---------- | ---------------------------------------------------------- | --- |
|                            | E          | Exempt                                                     | Освобождение от классификации; Только очень специфические типы материалов могут быть освобождены от классификации, и материал не может содержать ничего, что выходит за рамки ограничений классификации PG. К ним относятся новости и текущие события, спортивные трансляции, образовательные видео и некоторые документальные фильмы. Однако ранее рассматривалось много жалоб относительно ПРЯМЫХ трансляций. |
| G-рейтинг (зеленый)        | G          | General                                                    | Общая выставка, подходит для всех возрастов, но не обязательно предназначена для детей. Содержание ОЧЕНЬ МЯГКОЕ по воздействию. Содержание G может транслироваться в любое время суток. |
| PG-рейтинг (желтый)        | PG         | Parental Guidance Recommended                              | Для юных зрителей рекомендуется родительское наблюдение. Содержание МЯГКОЕ по воздействию; Элементы в этих программах могут потребовать родительского надзора для маленьких детей. Контент PG может транслироваться в любое время дня. |
| M-рейтинг (синий)          | M          | Mature                                                     | Рекомендуется для просмотра лицам в возрасте 15 лет и старше. Содержание УМЕРЕННОЕ по воздействию; Эти программы могут требовать зрелой точки зрения и считаются не подходящими для всех детей. M-контент может транслироваться только с 7:30 вечера до 6:00 утра в любой день, а также с 12:00 дня до 3:00 дня в школьные дни. |
| MA15+-рейтинг (красный)    | MA15+      | Mature Accompanied                                         | Не подходит для лиц моложе 15 лет. Контент СИЛЬНЫЙ по воздействию; лицам моложе 15 лет не рекомендуется смотреть эти программы из-за силы элементов внутри. Программы MA15+ могут транслироваться только с 8:30 вечера до 6:00 утра в любой день. Рекомендации потребителям обязательны. |
| AV15+-рейтинг (фиолетовый) | AV15+      | Mature Accompanied (Adult Violence) Больше не используется | Не подходит для лиц моложе 15 лет. Насилие оказывает СИЛЬНОЕ воздействие; эта классификация была такой же, как MA15+, за исключением того, что «AV» означает «Adult Violence». Эта категория использовалась специально для крайне жестоких программ. Классификация AV допускала превышение контента MA15+ только на основе насилия, где материал MA15+ мог содержать «некоторое насилие». Материал AV15+ мог содержать консультативные предупреждения о «частом насилии» или «сильном насилии». Контент AV15+ может транслироваться только с 9:30 вечера до 5:00 утра в любой день. Рекомендации потребителям являются обязательными. Классификация AV15+ была отменена после 30 ноября 2015 года. Сильное насилие при ударе теперь включено в классификацию MA15+. |

Только для взрослых с оплатой за просмотр
| Символ | Сокращение | Имя             | Описание |
| ------ | ---------- | --------------- | --- |
|        | R18+       | Restricted R18+ | Не для лиц младше 18 лет; это ограничено Adult "Pay Per View" VC 196 и 197, доступ к этим программам заблокирован персональным паролем. Контент может включать продолжительные сцены интенсивного насилия, сексуальные ситуации, грубую лексику и употребление сильных наркотиков.                                                                            |
|        | X18+       | Restricted X18+ | Содержит материал, который является порнографическим по своей природе. Никто младше 18 лет не может законно арендовать, покупать, владеть, выставлять, брать в аренду или просматривать эти фильмы. Демонстрация или продажа этих фильмов лицам младше 18 лет является уголовным преступлением, влекущим за собой максимальный штраф в размере 5500 долларов. |

Ограниченные классификации R18+ и X18+ не допускаются к бесплатному вещанию в Австралии.
Многие фильмы R18+ на DVD/Blu-ray часто монтируются на бесплатных ТВ/кабельных сетях, чтобы получить классификацию MA15+ или ниже. Некоторые фильмы, которые были классифицированы R18+ на DVD, с тех пор транслировались на австралийском телевидении с классификацией MA15+.
Две государственные телевизионные сети, ABC и SBS, не связаны теми же правилами, что и их коммерческие аналоги, а вместо этого каждая из них связана своими собственными Кодексами практики. Руководящие принципы, предусмотренные этими Кодексами, похожи, но не идентичны Кодексам практики для коммерческих станций. Например, SBS ссылается на рейтинг MAV15+ вместо AV15+, в то время как ABC вообще не использует рейтинг AV/MAV; вместо этого программы с рейтингом MA15+ не должны начинаться до 9:30 вечера, а не до 9:00 вечера. Хотя ABC признает рейтинг G, его кодекс практики не требует, чтобы он отображал свой символ классификации в эфире в отношении программ с рейтингом G.
Сети платного телевидения также имеют другую систему по сравнению с сетями бесплатного вещания. В целом, весь контент на платном телевидении должен иметь один из указанных выше рейтингов; однако обычно нет ограничений на время суток, когда может транслироваться какая-либо конкретная программа. Для платного телевидения рейтинг R18+ отсутствует, но его использование строго ограничено каналами специального интереса. FOXTEL, компания платного телевидения, имеет систему родительской блокировки, которую родители могут запрограммировать, чтобы не дать детям смотреть определенные программы. В 2009 году система дала сбой, открыв детям доступ к жестоким телешоу и фильмам. С тех пор ограничения на программы с рейтингом R18+ были ужесточены, и теперь эти программы можно показывать только на двух взрослых каналах.

##### Советы потребителям
Потребительские консультации являются обязательными для всех программ MA15+ и одноразовых программ. А также для очень коротких сериалов, классифицированных как M или выше (таких как художественные фильмы, мини-сериалы и документальные фильмы). Коммерческие сети в любом случае предоставляют потребительские консультации для всех программ PG и M. По состоянию на 8 февраля 2019 года Nine Network, Seven Network, Network 10 и SBS вместе с региональными сетями Prime7, GWN7, WIN Television, NBN Television больше не используют полноэкранные и закадровые табло перед началом программы. Вместо этого они используют небольшое текстовое поле в правом нижнем углу (Nine) и левом верхнем углу (SBS, WIN, GWN7, Prime7, Seven и 10), в то время как ABC и Foxtel продолжают использовать полноэкранные и озвученные табло перед началом программы.
Советы потребителям представляют собой полноэкранное письменное и устное объявление в начале программы, объявляющее классификацию, а также перечисляющее тип и силу и/или частоту любого классифицируемого элемента. Кроме того, когда программа несет советы потребителям, соответствующие аббревиатуры отображаются вместе с символом классификации после каждой рекламной паузы. Они также обычно появляются в руководствах по программированию, обычно в нижнем регистре, чтобы отличать их от основных классификаций. В целом, эти аббревиатуры следующие:
- A – используется для программ с взрослыми темами или медицинские процедуры;
- V – используется для программ, изображающих насилие;
- L – используется для программ с ненормативной лексикой;
- S – используется для программ, демонстрирующих симулированные сексуальные сцены и/или ссылки;
- H – используется для программ, содержащих ужасы или сверхъестественное темы;
- D – используется для программ, содержащих упоминания наркотиков и/или их использование;
- N – используется для программ, содержащих наготу.

Для сцен насилия, грубой речи и сексуальных сцен интенсивность и/или частота упоминаются перед рекомендациями для потребителей. К ним относятся: «mild», «stylised», «some», «frequent» или «strong». Пример: «strong sex scenes».

### Аргентина
В Аргентине система рейтингов содержания идентична той, которую использует местное кинобюро.
- Apto para todo público (ATP) (рус. Для всех зрителей) — программы не содержат какие-либо тяжёлые моменты;
- Apto para mayores de 13 años (SAM 13) (рус. Для возраста от 13 лет и старше) — программы могут содержать лёгкую наготу и умеренную лексику, лёгкое насилие и/или сексуальные отсылки;
- Apto para mayores de 16 años (SAM 16) (рус. Для возраста от 16 лет и старше) — программы могут содержать более выраженное насилие и грубую лексику, частичную наготу и/или умеренные сексуальные ссылки;
- Apto para mayores de 18 años (SAM 18) (рус. Для возраста от 18 лет и старше) — программы содержат сцены насилия, очень грубую лексику и откровенные сексуальные отсылки.

С сентября 2010 года вещатели обязаны показывать таблички Comienza el horario apto para todo público (рус. Время начала подходящего для всех возраста расписания) и Finaliza el horario apto para todo público (рус. Время окончания подходящего для всех возраста расписания) в 6:00 утра или 7:00 утра и 10:00 вечера или 10:30 вечера соответственно. Кроме того, табличка Atención: Contenido no apto para niños, niñas y adolescentes (рус. Предупреждение: контент не подходит для детей и подростков) показывается перед выпуском новостей.

### Армения
Система рейтинга телевизионного контента для Армении была введена в июне 2006 года (впервые опробована в Ереване в январе 2006 года). Перед выходом программы в эфир закадровый голос обязан предупреждать в начале передачи, что она может не подходить для всех зрителей. При рейтингах «M» и «AO» должно быть уведомление, длящееся не менее 5 секунд, которое гласит: «Следующая программа может не подходить для лиц младше 16/17 лет». Если выходит в эфир аниме с жанром сёнэн или сёдзё при рейтингах «Y7», «T», «M», «AO» и «A», должно быть уведомление, длящееся не менее 5 секунд, которое гласит: «Следующая программа не подходит для мужской/женской аудитории». Под уведомлением должны быть символы, обозначающие мужской и женский пол. Если сёнэн, то символ Марса, если сёдзё, то символ Венеры. Армянские рейтинги должны отображаться до начала программы и после выхода из рекламного блока. Они выглядят следующим образом:
* GA — подходит для широкой аудитории. Можно передавать в любое время.
* Y — подходит для детей от 0 до 7 лет. Можно передавать только через 20 минут после детской зоны, эквивалент TV-Y у США.
* EC — подходит для детей от 2 лет и старше (до этого возраста рекомендуется родительский контроль). Можно передавать в любое время.
* E — подходит для детей от 5 лет и старше (до этого возраста рекомендуется родительский контроль). Можно передавать в любое время, эквивалент сальвадорскому «E» (правда, этот рейтинг содержит контент для взрослых старше 21 года и транслируют с 22:00 до 6:00).
* Y7 — подходит для детей от 7 до 16 лет (до этого возраста рекомендуется родительский контроль). Эквивалент американскому TV-Y7 (без приписки TV и дефиса), можно передавать в любое время.
* E9/TW — подходит для детей от 9 лет и старше (до этого возраста рекомендуется родительский контроль). Можно передавать в любое время.
* T — подходит для подростков от 12 лет и старше (до этого возраста рекомендуется родительский контроль). Можно передавать в любое время.
* M — подходит для подростков от 16 лет и старше (в этом возрасте требуется родительский контроль). Можно передавать в любое время.
* AO — подходит для подростков от 17 лет и старше (в этом возрасте требуется родительский контроль). Можно передавать в любое время.
* A — подходит только для взрослых от 18 лет и старше, не предназначено для детей и подростков. Можно передавать с 8:00 до 14:00 по выходным и с полуночи до 6:00 ежедневно в бесплатном эфире за исключением премиальных каналов (с 9:00 до 15:00 по будням и с 22:00 до 6:00 для телеканала «Армения ТВ»).
Рейтинги помещаются в нижний левый или нижний правый угол экрана.
Контент, классифицированный как «A», выходит в эфир только на премиальных каналах в любое время.
Рейтинг не отображается во время новостных программ, программ о здоровье, а также во время эфира круглосуточных новостных и рекламных каналов.
Дескрипторы должны отображаться под рейтингом выше, чем «T». Можно использовать до 5 дескрипторов.
Дескрипторы следующие:
- Если в белом квадрате нарисован нож, то программа содержит сцены насилия.
- Если в белом квадрате совмещены символы Марса и Венеры, то программа содержит сексуальный контент.
- Если программа содержит злоупотребление наркотиков или алкоголя, то можно распознать по белому квадрату, в котором нарисованы лист марихуаны и бутылка.
- Если программа содержит дискриминацию, то можно распознать по светло-серому квадрату, в котором нарисованы фигуры, из которых две чёрные, а в середине белая.
- Если в чёрном квадрате нарисованы знак решётки, амперсанд и восклицательный знак, то программа содержит неуместную или ненормативную лексику.
- Белый квадрат с фигурой призрака
предупреждает о программировании, включая страшный контент.
- Оранжевый прямоугольник с нарисованным мотоциклом предупреждает о программировании,
включая экстремальный или опасный контент.
На платном телевидении, где фильтрация контента недоступна; программы, классифицированные как A, могут транслироваться только с 19:00 до 7:00 следующего дня и с 8:00 до 20:00 в школьные дни. Если доступна фильтрация контента, программы с классом A могут транслироваться в любое время. Откровенные секс-программы для взрослых и программы с жестокими сценами насилия, классифицированные как A, могут показываться только на премиальных каналах.
Развивающие программы для детей и мультфильмы только собственного производства идут до 17:00.
Все армянские вещатели обязаны показывать табличку «Время начала подходящего для всех возрастов расписания» и «Время окончания подходящего для всех возрастов расписания» в 5:00 утра или 6:00 утра и в 23:00 или в 23:30 соответственно (в 21:00 или в 21:30 для телеканала «Армения ТВ»).
В Армении каждый вещатель должен предъявить заявление об отказе от ответственности с предложением «Следующая программа может не подходить для лиц младше 16/17 лет» или «Демонстрируемая далее программа предназначена только для взрослых» перед передачей, если программа содержит потенциально оскорбительный, экстремальный или опасный, страшный и сексуальный контенты,
сцены насилия, злоупотребление наркотиков или алкоголя, дискриминацию и сквернословие.
Рейтинги транслируемых программ нечасто вызывают юридическое вмешательство, поскольку органы радио и телевидения имеют более строгие правила в отношении категорий возрастных рейтингов для программ. Если программа не помечена символом рейтинга, выбранным телевизионным органом, эфирному каналу часто приходится платить средние штрафы армянским властям, за исключением круглосуточных новостных каналов, круглосуточных рекламных каналов, платного телевидения или каналы с оплатой за просмотр и зарубежные вещательные телеканалы, которые подпадают под действие иностранных аудиовизуальных правил страны их происхождения.
Значки рейтинга должны отображаться в течение 10 секунд до начала каждой программы, многие сетевые вещательные компании, поддерживаемые рекламодателями, и некоторые отделы синдикации также отображают присвоенный рейтинг для этой конкретной программы после каждой рекламной паузы; для сетей и синдикаторов, которые продолжают запускать значок рейтинга один раз в час во время программы, продолжающейся более 60 минут, вещательная компания может снова показывать рейтинг во время сегмента / сцены, которая начинается ближе всего к началу следующего часа.
Иногда, поздно ночью или если такой материал попал в новости, все телеканалы перед трансляцией прокручивают следующее предупреждение: «Кадры, которые мы сейчас покажем, не предназначены для просмотра лицам младше 18 лет, пожилым людям, беременным женщинам и людям с психическими отклонениями». В случае показа в утреннее, дневное или вечернее время передачи, содержание которой не предназначено для младшей аудитории, может прокручиваться формальное предупреждение: «Прежде чем вы начнёте смотреть эту передачу, пожалуйста, уберите от экранов телевизоров детей» — в устном или письменном виде по окончании выпуска новостей.

### Болгария
Все телеканалы показывают рейтинг во время трансляции в Болгарии.
Контент для всех зрителей не имеет рейтинга.
Имея это ввиду, рейтинговая система выглядит следующим образом:
- 12 — контент для зрителей старше 12 лет;
- 14 — контент для зрителей старше 14 лет;
- 16 — контент для зрителей старше 16 лет;
- 18 — контент для зрителей старше 18 лет (не допускается до 23:00).

### Бразилия
Система рейтинга телевизионного контента в Бразилии была внедрена после консультаций в 2006 году. С тех пор телевизионные сети сами оценивают шоу, а консультативный рейтинг (порт. Classificação Indicativa) оценивает содержание, чтобы гарантировать, что рейтинг соответствует этому конкретному шоу. В сетях вещания, где эта система является обязательной, рейтинги также переводятся на бразильский язык жестов и могут также содержать дескрипторы контента. Значки должны отображаться в начале каждого блока шоу и соответствующих рекламных роликов.
Весь рейтинг носит рекомендательный характер в отличие от фильмов. Бразильская система рейтинга контента использует возрастную классификацию (за исключением программ с рейтингом L) и включает следующее:
- Livre para todos os públicos – Контент подходит для любой аудитории
- Não recomendado para menores de 10 anos – Контент подходит для зрителей старше 10 лет.
- Não recomendado para menores de 12 anos – Контент подходит для зрителей старше 12 лет.
- Não recomendado para menores de 14 anos – Контент подходит для зрителей старше 14 лет.
- Não recomendado para menores de 16 anos – Контент подходит для зрителей старше 16 лет.
- Não recomendado para menores de 18 anos – Контент подходит для зрителей старше 18 лет.

### Гана
В Гане телесериалы и отдельные телепрограммы классифицируются Комитетом по классификации фильмов:
U - универсальный для всех категорий лиц.
PG - зрители младше двенадцати лет должны смотреть под родительским контролем.
12+ - для лиц старше 12 лет (обычно подходит для детей младше 12 лет).
15+ - для лиц старше 15 лет (рассчитано на подростковую аудиторию).
18+- только для лиц старше 18 лет (специально для взрослых).
NS - Не подходит для публичного показа.

### Германия
В Германии каждый вещатель должен предъявить заявление об отказе от ответственности с предложением «Die nachfolgende Sendung ist für Zuschauer unter 16/18 Jahren nicht geeignet» перед передачей, если программа содержит потенциально оскорбительный контент. Это примерно означает: «Следующая программа не подходит для зрителей младше 16/18 лет». Freiwillige Selbstkontrolle Fernsehen (FSF) проверяет многие шоу на частном телевидении.
0 - Для всех возрастов, можно транслировать в любое время.
6 - Для возрастов от 6 лет и старше, можно транслировать в любое время.
12 - Для возрастов от 12 лет и старше, разделяется на контент, который можно транслировать в любое время, и контент, который можно транслировать только с 20:00 до 6:00.
16 - Для возрастов от 16 лет и старше, можно транслировать только с 22:00 до 06:00.
18 - Для возрастов от 18 лет и старше, может транслироваться только с 23:00 до 06:00.
X - Нет трансляции.

### Гонконг
Система рейтингов гонконгского телевидения основана на стандарте общего кодекса телевизионных программ Постановления о вещании (Глава 562) от 11 декабря 1995 года. Рейтинги следующие:
- Если рейтинг не отображается, он предназначен для широкой аудитории.
- PG (рекомендуется родительский контроль) — программы не подходят для детей, рекомендуется родительский контроль; программы, которые классифицируются как «PG», не должны транслироваться с 16:00 до 20:30 каждый день, так как это водораздел, разработанный для семейного просмотра, является эквивалентом PG у MPAA.
- M (для взрослых) — программы рекомендуются для взрослых зрителей старше 18 лет, их показ разрешён только с 23:00 до 6:00.

### Греция
Новая система рейтинга контента в Греции была введена 30 сентября 2019 года. Система теперь связана с возрастом зрителей и имеет новые визуальные символы (заменяющие символы ромба, круга, треугольника, квадрата и креста), однако по сравнению с предыдущей системой рейтинги, сопровождаемые взрослыми, отсутствуют. Рейтинги являются обязательными и отображаются и оглашаются в устной форме в начале каждой трансляции. Эти положения обеспечиваются Греческим национальным советом по радио и телевидению (ESR).
- — подходит для всех возрастов;
- — подходит для детей в возрасте от 8 лет (разрешено только через 30 минут после детской зоны);
- — подходит для детей от 12 лет и старше (разрешено только с 21:30 до 6:00 или с 22:00 до 6:00 по пятницам, субботам и школьным каникулам);
- — подходит для лиц от 16 лет и старше (разрешено только с 23:00 до 6:00);
- — подходит для лиц от 18 лет и старше (разрешено только с 1:00 до 6:00).

Кроме того, программы, подходящие для детей в возрасте 12 лет и старше, будут сопровождаться специальным словесным маркером, идентифицирующим их содержание, которое разделено на следующие четыре категории:
- ΒΙΑ (Русский: НАСИЛИЕ): В программе присутствуют сцены насилия;
- ΣΕΞ (Русский: СЕКС): Программа содержит сексуальные сцены;
- ΧΡΗΣΗ ΟΥΣΙΩΝ (Русский: ИСПОЛЬЗОВАНИЕ ВЕЩЕСТВ): Программа содержит сцены употребления наркотиков и других веществ, вызывающих привыкание;
- ΑΚΑΤΑΛΛΗΛΗ ΦΡΑΣΕΟΛΟΓΙΑ (Русский: НЕПОДХОДЯЩАЯ ФРАЗЕОЛОГИЯ): Программа содержит недопустимый язык.

### Дания
Начиная с 1 сентября 2020 года, Медиасовет по делам детей и молодежи (Medierådet for Børn og Unge) классифицирует все программы и фильмы для телевизионного вещания и видео по запросу, используя ту же систему рейтингов, которая применяется для театральных фильмов и домашних медиарелизов. На телевидении возрастное ограничение должно быть сообщено устно перед началом или продолжением программы. Четкий рейтинг должен отображаться в течение всего времени трансляции или как минимум первых пяти минут и должен быть доступен в списке программ. Фильмы и сериалы на сервисах VOD должны иметь возрастные рейтинги и упоминание о содержании, которое объясняет, почему контенту был присвоен рейтинг. Расположение рейтинга зависит от конкретного провайдера, если он виден потребителю перед выбором фильма или программы.
Эта система телевизионной классификации применяется только к отечественным телеканалам и сервисам VOD, таким как DR, TV 2, TV3, Kanal 4 и Viaplay. Она не распространяется на зарубежные телеканалы и VOD-сервисы, включая международные потоковые сервисы, такие как Netflix, Max и Disney+.
Требования распространяются на все программы, кроме новостей и текущих событий, музыки, спорта, прямых трансляций, обучающих и развлекательных программ, программ некоммерческого политического или религиозного характера, предисловий к программам, а также учебных и исследовательских программ.
Рейтинги:
A - Подходит для широкой аудитории.
7 - Не рекомендуется для детей младше 7 лет.
11 - Для детей от 11 лет и старше.
15 - Для возраста от 15 лет и старше.

### Израиль
- G — Широкая аудитория. Посмотреть программу может любой желающий, независимо от возраста;
- 8+ — Подходит для детей от 8 лет и старше;
- 12+ — Подходит для детей от 12 лет и старше;
- 15+ — Подходит для подростков от 15 лет и старше;
- 18+ — Подходит для взрослых от 18 лет и старше, допускается только с 23:00 до 6:00
- E — Не подлежит классификации. Данный рейтинг обычно применяется к прямым трансляциям.

### Индонезия
Комиссия по вещанию Индонезии (KPI) регулирует содержание телевизионного контента, которая классифицирует телевизионные программы по нескольким категориям:
- SU — Semua Umur (рус. все возрасты) подходит для широкой аудитории младше 2 лет;
- P — Prasekolah (рус. дошкольник) подходит для детей дошкольного возраста от 2 до 6 лет;
- A — Anak (рус. ребёнок) подходит для детей от 7 до 12 лет;
- R — Remaja (рус. подросток) подходит для подростков от 13 до 17 лет.
- BO — Bimbingan Orangtua (рус. родительский контроль) подходит для детей или подростков с родительским контролем, но эта классификация не является самостоятельной и сопровождается рейтингами P, A и R:
  - P-BO — подходит для детей дошкольного возраста от 2 до 6 лет с родительским контролем;
  - A-BO — подходит для детей от 7 до 12 лет с родительским контролем;
  - R-BO — подходит для подростков от 13 до 17 лет с родительским контролем.
- D — Dewasa (рус. взрослый) подходит для взрослых зрителей старше 18 лет. Программы с таким рейтингом выходят в эфир с 22:00 до 3:00.

### Италия
В Италии нет единой классификации телевизионного контента. Система классификации меняется в зависимости от каждой станции и не имеет обязательной юридической силы. Первой группой, которая ввела систему рейтинга телевидения, была Mediaset в 1994 году, первоначально только на Canale 5. Italia 1 и Rete 4 приняли систему рейтинга в 1997 году, а тематические каналы приняли её в 2009 году. Что касается светофоров, тому примеру Mediaset последовали и другие вещатели. Рейтинги, принятые Mediaset, следующие:
- Зелёная метка — допускаются все возрасты;
- Жёлтая метка — рекомендуется родительский контроль;
- Красная метка — только для взрослых.

Программы с красной меткой могут быть заблокированы родительским контролем.
RAI ввело рейтинговую систему телевидения в октябре 2000 года, когда её логотип мигает красным, указывая на программы, подходящие только для взрослых. В конце 2007 года логотип сети приобретает цвет в соответствии с целью: красный, если программа подходит только для взрослых, и жёлтый, если для видения программы детьми предлагается родительский контроль. С 18 мая 2010 года рейтинг представлен цветной линией (красной или жёлтой) под логотипом сети.
Вместо этого Sky Italia использует следующие классификации:
- T — допускаются все возрасты;
- BA — рекомендуется родительский контроль;
- VM12 — не рекомендуется для зрителей младше 12 лет;
- VM14 — не рекомендуется для зрителей младше 14 лет;
- VM18 — не рекомендуется для зрителей младше 18 лет.

Программы могут быть заблокированы родительским контролем.

### Кипр
На Кипре телевизионные сети показывают предупреждения перед трансляцией, не предназначенной для широкой аудитории. В действующей системе существует четыре рейтинговых категорий:
- K — Контент, подходящий для всех зрителей;
- 12 — Контент, подходящий для детей от 12 лет и старше;
- 15 — Контент, подходящий для подростков от 15 лет и старше;
- 18 — Контент, подходящий для взрослых от 18 лет и старше (допускается только с 1:00 до 6:00).

### Литва
Все телеканалы показывают рейтинг во время трансляции в Литве.
Трансляции для всех зрителей не имеют рейтинга.
Имея это ввиду, рейтинговая система выглядит следующим образом:
- N-7 — Контент подходит для детей от 7 лет;
- N-14 — Контент подходит для подростков от 14 лет и старше;
- S — Контент подходит для взрослых от 18 лет и старше.

### Малайзия
В Малайзии система телевизионных рейтингов была пересмотрена в январе 2012 года. Рейтинги отображаются перед началом программы.
Классификации следующие:
- U (малайск. umum) — Без возрастных ограничений. Можно транслировать в любое время;
- P13 — Зрителям младше 13 лет во время просмотра требуется присмотр родителей/опекунов. Можно транслировать в любое время, но некоторые элементы — только ночью;
- 18 — Для зрителей от 18 лет. Нельзя транслировать до 22:00.

Рейтинги были пересмотрены ещё раз, начиная с февраля 2023 года. Рейтинг P13 был дополнен тремя новыми рейтингами — P12, 13 и 16. Система телевизионных рейтингов выглядит следующим образом:
- U (малайск. umum) — Без возрастных ограничений. Можно транслировать в любое время.
- P12* — Зрителям младше 12 лет во время просмотра требуется присмотр родителей/опекунов. Можно транслировать в любое время.
- 13* — Для зрителей от 13 лет и старше. Можно транслировать в любое время.
- 16* — Для зрителей от 16 лет и старше. Можно транслировать в любое время.
- 18 — Для зрителей от 18 лет и старше. Нельзя транслировать до 22:00.

*P12, 13, и 16 могут выходить в эфир в любое время, но некоторые элементы — только ночью.

### Марокко
Система классификации телевизионных программ в Марокко установлена HACA. Всего 4 категории. Перед выходом программы в эфир закадровый голос обязан редупреждать в начале передачи, что она может не подходить для всех зрителей.
| Категория | Символ      | Имя                                      | Ограничение трансляции                                                                                              |
| --------- | ----------- | ---------------------------------------- | --- |
| 1         | Нет символа | Все аудитории                            | Без ограничений |
| 2         |             | Не рекомендуется для детей младше 10 лет | Запрещена трансляция с 12:00 до 14:00 и с 17:00 до 19:00 с понедельника по пятницу до 14:00 в субботу и воскресенье |
| 3         |             | Не рекомендуется для детей младше 12 лет | Запрещена трансляция с 12:00 до 14:00 и с 17:00 до 19:00 с понедельника по пятницу до 14:00 в субботу и воскресенье |
| 4         |             | Не рекомендуется для детей младше 16 лет | Нет трансляций ежедневно до 22:30                                                                                   |

### Мексика
Система классификации телевизионных программ в Мексике почти эквивалентна системе рейтингования фильмов в стране и состоит из следующего:
- AA — подходит для всех возрастов, в основном для детей (может транслироваться в любое время);
- A — подходит для всех возрастов. Допускается некоторая лёгкая ненормативная лексика, намёки на секс, лёгкое насилие или грубый юмор;
- B — предназначен для детей от 12 лет и старше, может содержать некоторые сексуальные ситуации, легкое насилие и нецензурную лексику (может транслироваться только с 16:00 до 5:59);
- B-15 — предназначен для детей от 15 лет и старше, контент немного более интенсивный, чем рейтинги «A» и «B» (может транслироваться только с 19:00 до 5:59);
- C — предназначен для просмотра взрослыми от 18 лет и старше, как правило, содержит более интенсивный контент (может транслироваться только с 21:00 до 5:59);
- D — предназначен для просмотра только взрослыми в возрасте 18 лет и старше, содержит экстремальные материалы (может транслироваться только с полуночи до 5:00).

### Молдова
В Республике Молдова рейтинговая система идентична той, что используется в Румынии, а именно:
- Без рейтинга — программы доступны для просмотра в любом возрасте.
- AP — программы, рекомендуемые для детей под присмотром родителей.
- 12 или 12+ — программы, не рекомендуемые для детей младше 12 лет. Может выходить в эфир только с 20:00 до 6:00.
- 15 или 15+ — программы, не рекомендуемые для детей и подростков младше 15 лет. Может выходить в эфир только с 22:00 до 5:00.
- 18 или 18+ — программы, рекомендуемые для взрослых зрителей (от 18 лет). Может выходить в эфир только с 23:00 до 5:00.

### Нидерланды
Система телевизионных рейтингов в Нидерландах была создана в 2001 году «Голландским институтом классификации аудиовизуальных медиа» (NICAM) и известна как «Kijkwijzer» (ViewingGuide или WatchWiser). Одни и те же рейтинговые системы используются как для телевизионных программ, так и для фильмов и частично служат в качестве рекомендаций (программы с классификацией 12, 14 и 16 лет могут транслироваться только с 20:00, а с классификацией 18 лет — с полуночи. Кинотеатры и театры в стране не может предоставлять фильмы с классификацией 16 лет лицам младше 16 лет). Они такие же, как рейтинги голландских фильмов.
Применяются следующие возрастные ограничения:
- — Все возрасты (Alle leeftijden);
- — Будьте осторожны с детьми до 6 лет (Let op met kinderen tot 6 jaar);
- — Будьте осторожны с детьми до 9 лет (Let op met kinderen tot 9 jaar);
- — Будьте осторожны с детьми до 12 лет (Let op met kinderen tot 12 jaar);
- — Будьте осторожны с детьми до 14 лет (Let op met kinderen tot 14 jaar);
- — Будьте осторожны с детьми до 16 лет (Let op met kinderen tot 16 jaar);
- — Будьте осторожны с детьми до 18 лет (Let op met kinderen tot 18 jaar).

Также используются шесть значков дескрипторов:
- Насилие (Geweld);
- Страх (Angst);
- Сексуальный контент (Seks);
- Дискриминация (Discriminatie);
- Злоупотребление наркотиками и/или алкоголем (Drugs- en/of alcoholmisbruik);
- Сквернословие (Grof taalgebruik).

### Новая Зеландия
1 мая 2020 года Новая Зеландия преобразовала свою систему рейтинга телевизионного контента в общую систему для бесплатного эфирного телевидения, платного телевидения и услуг по запросу:
- G: Разрешено для общего просмотра;
- PG: Рекомендуется родительский контроль для юных зрителей;
- M: Подходит для зрелой аудитории от 16 лет и старше;
- 16: Людям до 16 лет просмотр запрещён;
- 18: Людям до 18 лет просмотр запрещён.

На бесплатном телевидении программы с классификацией M могут транслироваться с 9:00 до 15:00 только в учебные дни, установленные Министерством образования, а также с 19:30 до 5:00 утра следующего дня. Программы с классом 16 могут транслироваться только после водораздела в 20:30, а программы с классом 18 могут транслироваться только после 21:30.
На платном телевидении, где фильтрация контента недоступна; программы, классифицированные как 18, могут транслироваться только с 20:00 до 6:00 следующего дня и с 9:00 до 15:00 в школьные дни. Если доступна фильтрация контента, программы с классом 18 могут транслироваться в любое время. Откровенные секс-программы для взрослых, классифицированные как 18, могут показываться только на премиальных каналах.
Следующие коды дескрипторов могут быть добавлены для программ с рейтингом PG или выше:
- C: Оскорбительный контент;
- L: Непристойный язык;
- V: Насилие;
- S: Сексуальный контент.

### Норвегия
В Норвегии телевизионные компании обязаны классифицировать свои программы по следующим возрастным категориям: A (все возрасты), 6 лет, 9 лет, 12 лет, 15 лет или 18 лет. Классификация должна быть основана на рекомендациях Норвежского управления СМИ. Программы в различных возрастных категориях должны транслироваться в соответствии со следующим расписанием в течение дня:
A, 6, 9 - разрешено в любое время
12 - разрешено только с 19:00 до 05:30
15, 18 - разрешено только с 21:00 до 05:30
Телевизионные вещатели должны указывать возрастное ограничение акустически до начала программы или четко обозначать возрастное ограничение на протяжении всей программы. Телевизионные вещатели также должны указывать возрастное ограничение в расписании программ и электронных программных гидах. Контент, который признан вредным для несовершеннолетних, запрещен к показу вообще.

### Перу
Система возрастного рейтинга в Перу была введена в 2005 году тогдашним Президентом Алехандро Толедо и вступила в силу как для радио, так и для телевизионных передач. В настоящее время единственными бесплатными каналами, которые информируют свою аудиторию о рейтинговой системе, являются ATV, NexTV и La Tele, поскольку большинство каналов приняли свою собственную систему с 2009 года, начиная с América Televisión.
Рейтинги телевизионных программ доступны на некоторых Перуанских каналах. Система рейтинга, используемая в Перу, приведена ниже.
| Символ | Используемые символы | Испанское описание                  | Русский перевод                                                         |
| ------ | -------------------- | ----------------------------------- | ----------------------------------------------------------------------- |
|        | Apt                  | Apto para todo público              | Подходит для любой аудитории                                            |
|        | 14                   | Apto para mayores de catorce años   | Подходит для людей от 14 лет и старше                                   |
|        | 18                   | Apto para mayores de dieciocho años | Подходит для людей в возрасте 18 лет и старше (не допускается до 23:00) |

### Польша
До 2000 года в Польше не существовало единой системы классификации телевизионных программ. Однако некоторые станции применяли собственную систему знаков: на TVP перед выбранными фильмами на табло наносилась надпись «Только для взрослых» или «Фильм только для взрослой аудитории». На Canal+ перед фильмом показывали диаграмму с ключом Canal+ соответствующего цвета (зеленый, жёлтый, красный). До 27 февраля 2000 года TVN решил обозначать так называемые «фильмы для взрослых» пульсирующим красным логотипом 18+. 1 марта 2000 года было достигнуто соглашение с польскими телевизионными вещателями как «дружественными СМИ» с целью введения единой системы классификации телевизионных программ. Девять телевизионных вещателей — TVP, Polsat, TVN, Nasza TV, Canal+, Wizja TV, Polish Cable Television и TV Niepokalanow — подписали соглашение.
Действующая система рейтинга польского телевидения была введена 15 августа 2005 года и состоит из пяти значков. Значки должны транслироваться на протяжении всей продолжительности программы. 28 августа 2011 года изменился внешний вид иконок:
| Символ | Имя                         | Ограничение вещания               | Возможное содержание |
| ------ | --------------------------- | --------------------------------- | --- |
|        | Нет возрастного ограничения | Нет ограничений на трансляцию     | Позитивный или нейтральный взгляд на мир, мало или совсем нет насилия, несексуальная любовь и отсутствие сексуального содержания. |
|        | Для зрителей от 7 лет       | Нет ограничений на трансляцию     | Как и выше, может дополнительно содержать некоторые мягкие выражения, бескровное насилие и более негативный взгляд на мир. |
|        | Для зрителей от 12 лет      | Нет ограничений на трансляцию     | Может содержать нецензурную лексику, насилие и сексуальный контент. |
|        | Для зрителей от 16 лет      | Трансляция только с 20:00 до 6:00 | Девиантное социальное поведение, мир, наполненный насилием и сексуальностью, упрощенная картина взрослой жизни, демонстрация физической силы, особенно в спорном социальном контексте (против родителей, учителей и т. д.), аморальное поведение без этической дилеммы, возложение вины на жертву, чрезмерная концентрация на материальных благах. |
|        | Разрешено только с 18 лет   | Трансляция только с 23:00 до 6:00 | Односторонний показ радостей взрослой жизни без демонстрации обязанностей (например, работы), социальное оправдание насильственного поведения, чрезмерная вульгарность, использование расовых шор и социальных стереотипов, откровенное сексуальное содержание, восхваление агрессии или вульгарности, доступ к этим программам может быть заблокирован персональным паролем. С мая 2022 года эта категория разделена на четыре подкатегории: P – Przemoc (Насилие), N – Narkotyki (Наркотики), S – Seks (Секс) и W – Wulgaryzm (Пошлость). |

### Португалия
Долгое время на Португальском телевидении действовало единственное правило: программы с потенциально шокирующим или вредным содержанием могли транслироваться только с 22:30 до 06:00 с красным маркером в виде круга в правом верхнем углу экрана, указывающим, что это для зрителей старше 16 лет.
В 2006 году все каналы бесплатного вещания решили дополнить это правило общей, более подробной системой рейтинга телешоу:
- Todos (подходит для всех);
- 10, Acompanhamento Parental (для зрителей от 10 лет; для детей до 10 лет требуется сопровождение родителей);
- 12, Acompanhamento Parental (для зрителей от 12 лет; для детей до 12 лет требуется сопровождение родителей);
- 16 (для зрителей от 16 лет; не подходит для детей).

Эти логотипы должны отображаться в течение 10 секунд в начале любой программы и после каждого перерыва. Если программе присвоен рейтинг 16, её можно транслировать только с 22:30 до 06:00.

### Россия

Российская рейтинговая система

Система рейтинга программ и фильмов, показываемых на российском телевидении:
- 0+ (Подходит для всех возрастов);
- 6+ (Может не подходить для очень маленьких детей);
- 12+ (Предназначено для зрителей старше 12 лет);
- 16+ (Предназначено для зрителей старше 16 лет; до этого возраста рекомендуется родительский контроль);
- 18+ (Может не подходить для детей, только для взрослых, до этого возраста может потребоваться родительский контроль (за исключением программ/фильмов, содержащих сексуальный контент)). Телевизионные передачи с возрастным ограничением 18+ могут демонстрироваться в эфире общедоступных телеканалов в России только с 23:00 до 4:00 по местному времени согласно требованиям статьи 13 Федерального закона «О защите детей от информации, причиняющей вред их здоровью и развитию», за исключением спутниковых и кабельных телеканалов[27].

Эти логотипы отображаются в начале программы и после каждого перерыва.

### Румыния
Румынская система оценки контента часто менялась. Рейтинги транслируемых программ часто вызывали юридическое вмешательство, поскольку органы радио и телевидения имеют более строгие правила в отношении категорий возрастных рейтингов для программ. Если программа не помечена символом рейтинга, выбранным телевизионным органом, эфирному каналу часто приходится платить большие штрафы румынским властям, за исключением круглосуточных новостных каналов, круглосуточных рекламных каналов (телемагазины), платного телевидения или каналы с оплатой за просмотр (например, Eurosport, HBO и т. д.) и зарубежные вещательные телеканалы (например, TV5Monde, Deutsche Welle, Arte и т. д.), которые подпадают под действие иностранных аудиовизуальных правил страны их происхождения.
Первые рейтинговые символы были приняты 2 мая 2000 года и выглядили следующим образом:
- Без рейтинга — программы доступны для просмотра в любом возрасте.
- ● — программы, рекомендованные под присмотром родителей
- ▲ — программы, не рекомендованные для детей и подростков младше 12 лет.
- ■ — программы, рекомендованные для взрослых зрителей (от 18 лет), может содержать откровенное насилие и откровенный сексуальный контент. Может выходить в эфир только с 23:00 до 5:00.

Некоторые телевизионные каналы (например, Antena 1 или Prima TV) использовали те же символы, но в виде зелёного кольца, оранжевого треугольника или красного квадрата с прозрачным символом.
В 2002 году была разработана новая рейтинговая система. Рейтинг программ и отображение рейтинговых символов стали обязательными для каждой румынской телевизионной сети. Новая система рейтинга вызвала проблемы в этих сетях, потому что каналы должны были отображать символы рейтинга в течение всей продолжительности своих программ. Символы отвлекали зрителей, и телеканалы опасались, что их постоянное присутствие может повредить экран телевизора. Из-за жалоб руководство телевидения разрешило каналам выбирать, показывать ли символы рейтинга слева или справа на экране. Позже каналам также разрешили увеличивать прозрачность символов.
Действующие символы рейтинга были приняты в сентябре 2002 года. 12 июля 2005 года символы стали прозрачными. В этой системе рейтинговые обозначения следующие:
- Без рейтинга — программы могут смотреть лица любого возраста (в основном новостные телепрограммы, в основном круглосуточные новостные каналы, репортажи и документальные фильмы, за некоторыми исключениями. Большинство оскорбительного и деликатного содержания подвергается цензуре во время выпусков новостей, исключения делаются, когда они транслируются в прямом эфире и, следовательно, санкционируются CNA);
- AP — программы, рекомендуемые для детей под присмотром родителей Для этого рейтинга используется белое кольцо с прозрачным кругом, внутри которого написано шрифтом AP. До 2005 года символ помещался в красный кружок;
- 12 — программы, не рекомендуемые для детей младше 12 лет. Может выходить в эфир только с 20:00 до 6:00. Для этого рейтинга используется белое кольцо с прозрачным кругом, внутри которого написано число 12. До 2005 года символ помещался в красный кружок;
- 15 — программы, не рекомендуемые для детей и подростков младше 15 лет, Может выходить в эфир только с 22:00 до 5:00. Для этого рейтинга используется белое кольцо с прозрачным кругом, внутри которого написано число 15. (До 2005 г. символ помещался в красный кружок, а классификация была 16. 3 апреля 2006 года рейтинг 16 был заменён на 15, в течение короткого времени он использовался с белым кольцом и прозрачным кругом);
- 18 — программы, рекомендованные для взрослых зрителей (от 18 лет), может содержать откровенное насилие и откровенный сексуальный контент. Может выходить в эфир только с 23:00 до 5:00. Для этого рейтинга используется белое кольцо с прозрачным кругом, внутри которого написано число 18. До 2005 года символ помещался в красный кружок.

### Сальвадор
Dirección de Espectáculos Públicos, Radio y Televisión (Режиссура публичных шоу, радио и телевидения), организация, прикрепленная к Ministerio de Gobernación y Desarrollo Territorial (Министерство внутренних дел и территориального развития), регулирует содержание, демонстрируемое на сальвадорском телевидении.
- A: Apto para todo público (Подходит для всех возрастов). Его можно передавать в любое время;
- B: Apto para mayores de 12 años (Подходит для лиц старше 12 года). Его можно передавать в любое время;
- C: Apto para mayores de 15 años (Подходит для лиц старше 15 года). Его можно передавать в любое время;
- D: Apto para mayores de 18 años (Подходит для лиц старше 18 года). Его можно передавать в любое время;
- E: Apto para mayores de 21 años (Подходит для лиц старше 21 года). Его можно передавать с 22:00 до 5:00.

### Северная Македония
Северная Македония использует следующие символы для каждого программирования:
- ● — Зелёный круг. Программы, которые может посмотреть каждый не в зависимости от возраста;
- ● — Жёлтый круг. Программы, не рекомендуемые для детей младше 8 лет (до этого возраста рекомендуется родительский контроль);
- ■ — Оранжевый квадрат. Программы, не рекомендуемые для детей младше 12 лет (до этого возраста рекомендуется родительский контроль). Трансляция только с 20:00 до 5:00;
- ▲ — Синий треугольник. Программы, не рекомендуемые для детей младше 16 лет (в этом возрасте требуется родительский контроль). Трансляция только с 22:00 до 5:00;
- X — Красный крест. Программы, не подходящие для зрителей младше 18 лет. Трансляция только с 0:00 до 5:00.

Символы помещаются в нижний левый или нижний правый угол экрана.

### Словакия
В 2001 году правительство Словакии приняло закон (обновлен в 2007 году), согласно которому телеканалы обязаны показывать один из следующих значков в течение всей программы и в промороликах:
Детские программы - контент, созданный в первую очередь для детей до 12 лет.
U - подходит для всех возрастных групп.
7 - Контент, не предназначенный для детей младше 7 лет.
12 - Контент, не предназначенный для детей младше 12 лет
15 - Контент, не предназначенный для детей и подростков младше 15 лет, может транслироваться только с 20:00 вечера до 6:00 утра (за исключением трейлеров с этим рейтингом или более низким, если на то пошло, так как они могут транслироваться в любое время)
18 - контент, предназначенный только для лиц 18 лет и старше, может транслироваться только с 22:00 до 6:00 утра (за исключением трейлеров с этим рейтингом, так как они могут транслироваться с 20:00 до 6:00 утра).
Дополнительные значки, используемые только для образовательного контента, которые на данный момент больше не используются после начала 2024 года:
-7 - Образовательный контент, подходящий для детей младше 7 лет.
7+ - Образовательный контент, предназначенный для детей старше 7 лет
12+ - Образовательный контент, предназначенный для детей старше 12 лет
15+ - образовательный контент, предназначенный для подростков старше 15 лет, эта программа может транслироваться только с 20:00 вечера до 6:00 утра.
Для контента, подходящего для всех детей, предусмотрен зеленый значок "U", но вещатели не обязаны его использовать. До 2007 года все рейтинги обозначались рожицами: зеленый смайлик - все зрители; оранжевое грустное лицо - подходит для 7, 12, 15 лет и старше; красное очень грустное лицо - подходит только для взрослых. В 2024 году рейтинг был снова обновлен, на этот раз в начале каждой программы и в промороликах, к программам были добавлены описания содержания:
Насилие (для рейтингов "7", "12", "15" и "18")
Дискриминация (только для рейтингов "15" и "18")
Страх/ужас (для рейтингов "7", "12" и "15")
Наркомания (только для рейтингов "15" и "18")
Секс (для рейтингов "12", "15" и "18")
Сквернословие (для рейтингов "12", "15" и "18")
Нагота (только для рейтинга "12")

### Словения
В 2004 году правительство Словении приняло закон, согласно которому телевизионные станции должны воспроизводить закадровый голос и предупреждение о возрасте, которое должно длиться не менее 10 секунд до начала программ, что не подходит для некоторых зрителей. Кроме того, во время программы должен отображаться один из следующих значков (серый ромб с номером возраста):
- Если рейтинг не отображается, он предназначен для широкой аудитории;
- VS (vodstvo staršev) — Для детей до 12 лет рекомендуется родительский контроль;
- 12 — Контент подходит для детей старше 12 лет;
- 15 — Контент подходит для подростков старше 15 лет;
- 18 — Контент подходит для взрослых;
- 18+ — Откровенный сексуальный контент, не разрешённый к бесплатному эфиру (только платное телевидение);
- 18++ — Порнографический контент/программы с жестокими сценами насилия, не разрешённые к бесплатному эфиру (только платное телевидение).

Первоначальные значки рейтинга контента (использовавшиеся до 2014 года) представляли собой красный треугольник со стилизованным глазом для контента с рейтингом +15, в то время как контент только для взрослых использовал красный круг со стилизованным глазом.
Иногда символы возрастного рейтинга сопровождаются дополнительными символами, которые не отображаются на экране и предупреждают аудиторию о типе недопустимого контента:
- Жестокое содержание можно распознать по серому ромбу, состоящему из двух фигурок. Один лежит на полу, а другой бьёт его бейсбольной битой.
- Страшный контент содержит серый ромб со стилизованной серой фигурой призрака.
- Сексуальное содержание распознается серым ромбом, содержащим соединенные мужские и женские секс-символы (круг с крестом, направленным вниз, и круг со стрелкой, направленной вверх).
- Программы, содержащие опасные сцены, снабжены серым ромбом, содержащим присевшую фигурку из палочек, пытающуюся перепрыгнуть через забор и открытый огонь.
- Если программа включает дискриминационные сцены, отображается серый ромб, содержащий три фигурки из палочек, из которых средняя белая, а две другие черные.
- Серый ромб с бутылкой, на которой изображено стилизованное лицо, предупреждает о программировании, включая сцены злоупотребления наркотиками и/или алкоголем.
- Если в программе используется неуместная или ненормативная лексика, отображается серый ромб, содержащий речевой пузырь со знаком решетки, амперсанд (знак «и») и восклицательный знак.

Общественный вещатель RTV Slovenija и большинство других телеканалов используют три водораздела. Контент с рейтингом 12 можно показывать с 20:00 до 5:00, программы с рейтингом 15 разрешены с 22:00 до 5:00, а контент только для взрослых можно показывать с полуночи до 5:00. Мультфильмы и детские программы идут до 19:00.

### США

#### TV Parental Guidelines
TV Parental Guidelines были впервые предложены 19 декабря 1996 г. как система добровольного участия, в которой рейтинги определяются участвующими вещательными и кабельными сетями, Конгресс США, телевизионной индустрией и Федеральная комиссия по связи (FCC), и вступил в силу с 1 января 1997 г. в большинстве крупных вещательных и кабельных сетей в ответ на обеспокоенность родителей и групп защиты интересов по поводу все более откровенно сексуального содержания, изображений насилия и ненормативной лексики в американских телевизионных программах, и был разработан для использования вместе с V-чипом, который правительство США поручило встроить во все телевизоры, произведенные с 2000 года (и подавляющее большинство кабельных/спутниковых приставок). Эта система, которая используется, помимо прочего, для большинства телесериалов, специальных выпусков, фильмов, снятых для телевидения, и фильмов, выпущенных в кинотеатрах, отредактированных для трансляции или базовой кабельной телетрансляции, с тех пор применяется к интернет-телевидению, сервисы (такие как Hulu, Amazon Prime Video и Netflix), продавцы цифрового видео (такие как Apple iTunes Store и Google Play), а также цифровые медиаплееры (такие как Amazon Fire TV, Apple TV, Android TV и Roku). Рекомендации не относятся к спортивным или новостным программам и не используются в коммерческих рекламных объявлениях, за исключением рекламных объявлений сетевых программ.
Значки рейтинга должны отображаться в течение 15 секунд в начале каждой программы, хотя с июня 2005 года многие сетевые вещательные компании, поддерживаемые рекламодателями, и некоторые отделы синдикации также отображают присвоенный рейтинг для этой конкретной программы после каждой рекламной паузы; для сетей и синдикаторов, которые продолжают запускать значок рейтинга один раз в час во время программы, продолжающейся более 60 минут, вещательная компания может снова показывать рейтинг во время сегмента / сцены, которая начинается ближе всего к началу следующего часа. Премиум-каналы — в дополнение к применению их к любым предлагаемым оригинальным программам — могут присваивать рейтинги Родительского руководства для фильмов, выпущенных в кинотеатрах или на домашнем видео, которые либо не получили рейтинг, присвоенный Motion Picture Association, либо транслировались как «безрейтинговая» версия.
 TV-Y — Эта программа предназначена для очень юной аудитории, в том числе для детей от 2 до 6 лет;
 TV-Y7 — Эта программа предназначена для детей от 7 лет и старше;
 Некоторым программам может быть присвоен дескриптор контента «FV», если они демонстрируют больше «фантастического насилия», которое может быть более интенсивным или боевым, чем другие программы с рейтингом TV-Y7.
 TV-G — Большинство родителей найдут эту программу подходящей для всех возрастов. Программы с рейтингом TV-G обычно подходят для всех возрастов. FCC заявляет, что «этот рейтинг не означает, что программа предназначена специально для детей, большинство родителей могут разрешить детям младшего возраста смотреть эту программу без присмотра». Тематические элементы, представленные в программах с таким рейтингом, содержат мало или совсем не содержат насилия, нецензурной лексики и мало или совсем не содержат сексуальных диалогов или ситуаций.
 TV-PG — Рекомендуется родительское руководство; эти программы могут быть неподходящими для детей младшего возраста.
 TV-14 — Эта программа содержит некоторые материалы, которые многие родители сочли бы неподходящими для детей младше 14 лет.
 TV-MA — Эта программа предназначена для просмотра взрослыми и поэтому может не подходить для детей младше 17 лет.
Некоторые тематические элементы, согласно FCC, «могут потребовать родительского контроля, и / или программа может содержать один или несколько из следующих» подрейтингов, обозначенных буквой алфавита:
- D — Предполагаемый диалог (редко используется с программами с рейтингом TV-MA);
- L — Нецензурная брань;
- S — Сексуальный контент;
- V — Насилие.
  - FV — Фантастическое насилие (эксклюзивно для программ с рейтингом TV-Y7).

Наряду с примененным рейтингом можно применять до четырёх дескрипторов контента, в зависимости от типа наводящего на размышления контента, представленного в программе (за исключением подрейтинга «FV», поскольку он применяется исключительно для детских программ). По мере увеличения рейтинга в зависимости от возраста вопросы содержания обычно становятся более интенсивными. Дескриптор «наводящего диалога» используется только для программ с рейтингом TV-PG и TV-14, хотя некоторые сети могут выбирать рейтинг своих программ TV-MA с помощью дескриптора, в то время как подрейтинги DLSV используются только с TV-PG.
Дополнительный дескриптор контента «E/I» применяется для выбора программ TV-Y, TV-Y7 и TV-G, предназначенных для удовлетворения образовательных и информационных потребностей детей в возрасте 16 лет и младше. Каждая телевизионная сеть должна транслировать не менее трех часов программ, соответствующих требованиям E/I, в неделю; все программы E/I должны транслироваться с 6:00 до 22:00.

#### Консультационные рейтинги контента (премиум-кабель и плата за просмотр)
Американская индустрия платного телевидения использует отдельную, не имеющую отношения к делу систему рекомендаций по содержанию, используемую в сочетании с Правилами родительского контроля на телевидении и рейтинговой системой Ассоциации кинематографистов, которая впервые вступила в силу 1 марта 1994 года на участвующих платных кабельных каналах и pay-per-view (во главе с чартерными службами системы, HBO, Cinemax, Showtime и The Movie Channel). Вдохновленная аналогичными рекомендациями по содержанию, которые уже были включены в ежемесячные руководства по программам, система добровольного участия предоставляет подписчикам платного кабельного телевидения рекомендации относительно пригодности программы для определённой аудитории на основе её содержания. Тематический материал оценивается по десятикодовой системе, обозначаемой двух- или трехбуквенной аббревиатурой и соответствующим дескриптором:
- AC — Adult Content;
- AL — Adult Language;
- GL — Graphic Language (эксклюзивно для программ с рейтингом R/TV-MA);
- MV — Mild Violence;
- V — Violence;
- GV — Graphic Violence;
- BN — Brief Nudity;
- N — Nudity;
- SSC — Strong Sexual Content (эксклюзивно для программ с рейтингом R/TV-MA);
- RP — Rape.

К отдельной программе можно применить до пяти дескрипторов контента вместе с соответствующей оценкой, чтобы сообщить зрителям о контенте, который может быть неприемлемым для несовершеннолетних, в зависимости от возрастной группы, или для взрослых с особой чувствительностью к определённым видам контента для взрослых.

### Таиланд
В Таиланде система телевизионных рейтингов была введена в 2006 году наряду с системой рейтингов фильмов. В сентябре 2013 года телевизионный рейтинг был пересмотрен.
В соответствии с новым правилом, так называемые каналы «Free TV» должны маркировать свои программы и изменять расписание своих шоу, чтобы соответствовать следующим категориям:
- Дошкольное (ป) — содержание подходит для детей дошкольного возраста;
- Дети (ด) — контент для детей от 6 до 12 лет;
- Общий (ท) — контент, подходящий для широкой аудитории;
- PG 13 (น๑๓) — контент, подходящий для людей в возрасте 13 лет и старше, но может быть просмотрен теми, кто не достиг рекомендованного возраста, если предоставляется родительский контроль. В этой категории контент может быть показан по телевидению с 20:30 до 05:00, эквивалент PG-13 у MPAA;
- PG 18 (น๑๘) — контент подходит для лиц старше 18 лет; лица моложе 18 лет должны находиться под присмотром родителей. Программы можно показывать по телевидению с 22:00 до 05:00;
- Взрослые люди (ฉ) — контент, не предназначенный для детей и подростков в возрасте 19 лет* и младше, который можно показывать по телевидению только с 00:00 до 05:00.

Телевизионные программы в Таиланде уже отмечены определённой системой категорий, практика, которую правозащитная группа критикует как государственную цензуру и высмеивает некоторые пользователи сети за её запутанные стандарты.
```
*совершеннолетие в Таиланде наступает в 20 лет.
```

### Турция
Система рейтинга телевизионного контента в Турции была введена RTÜK в 2006 году. Рейтинги следующие:
- Genel İzleyici — Широкая аудитория. Подходит для всех возрастов. Отображается в виде семейного символа в начале программы/фильма и после каждой рекламной паузы;
- 7+ — Подходит для детей от 7 лет. Показывается в начале программы/фильма и после каждой рекламной паузы;
- 13+ — Подходит для подростков от 13 лет. Отображается на протяжении всей программы/фильма (может быть полупрозрачным). Может транслироваться только с 21:30 до 05:00;
- 18+ — Подходит для взрослых от 18 лет и старше. Отображается на протяжении всей программы/фильма (может быть полупрозрачным). Может транслироваться только с полуночи до 05:00.

А дескрипторы следующие:
- Şiddet / Korku — Насилие/ужас;
- Cinsellik — Сексуальный контент;
- Olumsuz Örnek Oluşturabilecek Davranışlar — Отрицательные примеры.

Новостные программы, спортивные соревнования, религиозные церемонии и передачи коммерческих сообщений не попадают под систему рейтинга контента.

### Украина
Система рейтинга телевизионного контента Украины была принята 15 сентября 2003 года. Она началась с трех классификаций (●, ▲, ■). 6 мая 2016 года были заменены классификации, и сериалы, не имеющие возрастных ограничений, не рейтингуются. Новые рейтинги следующие:
- 12+: Программа содержит контент, который может потребовать родительского контроля для детей младше 12 лет;
- 16+: Программа содержит контент, который может потребовать родительского контроля для детей младше 16 лет;
- 18+: Программа предназначена только для зрителей от 18 лет и старше. В нём есть сцены, содержащие наготу, употребление наркотиков или насилие. Данные программы могут транслироваться только поздно вечером (с 22:00 до 06:00).

Данные обозначения должны отображаться в правом нижнем углу экрана телевизора.

### Финляндия
Система рейтинга контента была введена для Финских телевизионных передач в 2004 году. Первоначальная система рейтингов телевизионных программ, показываемых на финских телеканалах, состоит из следующего:
- S — разрешено в любое время;
- K7 — запрещён выход в эфир до 07:00, не рекомендуется детям до 7 лет;
- K12 — запрещён выход в эфир до 17:00, не рекомендуется детям до 12 лет;
- K16 — запрещён выход в эфир до 21:00, не рекомендуется детям до 16 лет;
- K18 — запрещён выход в эфир до 23:00, не рекомендуется детям до 18 лет.

Если программа классифицируется как «K16» или «K18», перед трансляцией необходимо показать уведомление.

### Франция
Система рейтинга контента на французском языке регулируется Conseil supérieur de l'audiovisuel (CSA). Каждый значок рейтинга является полупрозрачным и, по состоянию на ноябрь 2012 года, отображается на протяжении всего шоу.
- Если рейтинг отсутствует, скорее всего, фильм подходит для всех возрастов.
- Déconseillé aux moins de 10 ans (Русский: не рекомендуется для детей младше 10 лет) – не допускается в детских телесериалах;
- Déconseillé aux moins de 12 ans (Русский: не рекомендуется для детей младше 12 лет) – не допускается к трансляции до 22:00 (для некоторых каналов и программ возможны исключения);
- Déconseillé aux moins de 16 ans (Русский: не рекомендуется для детей младше 16 лет) – не допускается к трансляции до 22:30 (для некоторых каналов и программ возможны исключения);
- Déconseillé aux moins de 18 ans (Русский: не рекомендуется для людей младше 18 лет) – разрешено только с полуночи до 05:00.

Первоначально на французском телевидении не существовало системы рейтингов. В марте 1961 года после трансляции фильма, где на короткое время была видна женская обнаженная фигура, был введен «белый квадрат». Белый квадрат, замененный белым прямоугольником в 1964 году, отображался в углу экрана. Голос за кадром предупреждал в начале программы, что она не подходит для всех зрителей. Эта система продолжалась до 1996 года, когда Conseil supérieur de l'audiovisuel заменил ее системой из пяти пиктограмм, указывающих на пригодность программы. Эта система была заменена нынешней системой 18 ноября 2002 года.

### Хорватия
В Хорватии телеканалы показывают рейтинг во время трансляции. Каналы Hrvatska Radiotelevizija (Хорватское радио и телевидение), RTL Televizija, RTL 2, Nova TV и Doma TV отображают предупреждения перед трансляцией, не предназначенной для широкой аудитории.
Трансляции, предназначенные для всех зрителей, не имеют рейтинга.
Имея это ввиду, рейтинговая система выглядит следующим образом:
- 12 — Контент подходит для детей от 12 лет и старше;
- 15 — Контент, подходящий для подростков от 15 лет и старше (допускается только с 20:00 до 4:00);
- 18 — Контент подходит для взрослых от 18 лет и старше (допускается только с 23:00 до 4:00).

### Чехия
На чешском телевидении долгое время существует единственное правило: программы с потенциально шокирующим или опасным содержанием могут транслироваться только с 22:00 до 6:00 с маркером в виде звезды в каждом углу экрана, указывающим, что это для взрослых.

### ЮАР
Южноафриканские рейтинги выпускаются и сертифицируются Film and Publication Board, в то время как National Broadcasting Commission регулирует различные фильмы и программы. Все телевизионные станции, кинотеатры и дистрибьюторы DVD, видео и компьютерных игр должны иметь следующую вывеску:
- A: Это программа/фильм, не содержащий непристойностей и подходящий для семейного просмотра. Логотип должен отображаться в углу экрана в течение 30 секунд после каждой рекламной паузы.
- PG: Дети до 6 лет могут смотреть эту программу/фильм, но только в сопровождении взрослого. Эта программа содержит тему, связанную со взрослыми, которая может включать очень легкую лексику, насилие и сексуальные намеки. Логотип должен отображаться в углу экрана в течение одной минуты после каждой рекламной паузы.
- 13: Детям до 13 лет запрещено смотреть эту программу/фильм. Эта программа содержит ненормативную лексику, насилие и сексуальные намёки. Логотип должен отображаться в углу экрана в течение двух минут после каждой рекламной паузы.
- 16: Детям до 16 лет запрещено смотреть эту программу/фильм. Она содержит умеренное насилие, ненормативную лексику и некоторые сексуальные сцены. В случае с телевидением эта программа может транслироваться только с 9 вечера до 4:30 утра. Логотип должен отображаться в углу экрана в течение пяти минут после каждой рекламной паузы. Перед началом программы должно быть выдано полноэкранное предупреждение. Если программа длится более часа, предупреждение должно отображаться каждые полчаса.
- 18: Детям до 18 лет запрещено смотреть эту программу/фильм. Она содержит крайнее насилие, ненормативную лексику и/или графические сексуальные сцены. В случае с телевидением эта программа может транслироваться только с 22:00 до 04:30. Логотип должен отображаться в углу экрана в течение всей программы. Перед началом программы и после каждой рекламной паузы должно быть выдано полноэкранное предупреждение.
- X18: Этот класс предназначен для фильмов экстремального сексуального характера (порнография). Фильмы X18 могут распространяться только в виде видео и DVD в контролируемой среде (например, в магазинах для взрослых). Публичный просмотр этого фильма невозможен. Фильмы X18 не могут транслироваться по телевидению и в кинотеатрах. Это правило дважды нарушил ETv, где был показан мягкий, граничащий с хардкором фильм «Эммануэль». Рейтинг X18 не относится к детской порнографии/сексуальному насилию над детьми, поскольку он запрещен Советом по кинематографии и публикациям.

Дополнительные символы:
- D (Наркотики)[41]
- V (Насилие)[41]
- N (Нагота)[41]
- P (Предрассудки)[41]
- S (Сексуальная активность)[41]
- SV (Сексуальное насилие)[41]
- L (Язык)[41]

### Южная Корея
Система рейтингов на южнокорейском телевидении действует с 2000 года и начиналась всего с четырех классификаций - All, 7, 13 и 19. В феврале 2001 года все программы, за исключением драм собственного производства (которые были введены в действие с ноября 2002 года), должны были иметь рейтинговую систему. В 2007 году рейтинг 13 был заменен рейтингом 12 и рейтингом 15. Большинство программ должны иметь рейтинг, за исключением "освобожденных". Даже если программа попадает в категорию "освобожденных", вещатель может выставить рейтинг.
Все (모든 연령 시청가, Modeun yeollyeong sicheongga) - этот рейтинг предназначен для программ, которые подходят для всех возрастов. Телевизионные программы с этим рейтингом могут содержать немного насилия и/или нецензурную лексику. Содержание для взрослых не допускается.
7 (7세 이상 시청가, Chilse isang sicheongga) - этот рейтинг предназначен для программ, которые не предназначены для детей младше 7 лет. Телевизионные программы с этим рейтингом могут содержать легкое насилие, мягкий язык и немного романтики.
12 (12세 이상 시청가, Sibise isang sicheongga) - этот рейтинг предназначен для программ, которые не предназначены для детей младше 12 лет. Телевизионные программы с этим рейтингом могут содержать ужасы, немного фантастического насилия, немного сексуального содержания, незначительное использование грубого языка, легкую кровь и/или легкие наводящие темы.
15 (15세 이상 시청가, Sibose isang sicheongga) - этот рейтинг предназначен для программ, которые не предназначены для детей младше 15 лет. Телепередачи с таким рейтингом могут содержать употребление алкоголя, больше сексуального контента, легкое насилие или небольшое сильное насилие, много крови или крови, и/или наводящие на размышления темы.
19 (19세 이상 시청가, Sipguse isang sicheongga) - этот рейтинг предназначен для программ, которые не предназначены для детей младше 19 лет. Программы с рейтингом 19 запрещены к показу с 7:00 до 9:00 утра и с 13:00 до 22:00 вечера (с 7:00 до 22:00 только по выходным и праздничным дням). Программы, получившие этот рейтинг, почти наверняка будут содержать взрослые темы, сексуальные ситуации, крепкие выражения и тревожные сцены насилия.
Исключено (нет значка или названия) - этот рейтинг предназначен только для игровых шоу, основанных на знаниях; передач о стиле жизни; документальных передач; новостей; дискуссионных передач на актуальные темы; образовательных/культурных передач; спортивных передач, исключающих MMA или другие виды спорта с применением насилия; и других программ, признанных Корейской комиссией по стандартам связи. Значки отказа от ответственности или рейтинга не требуются.
Значки рейтинга могут быть прозрачными и располагаться в левом или правом верхнем углу экрана. Размер значка составляет не менее 1/20 экрана, он имеет черную надпись на желтом круге с белым контуром. Эти значки показываются в течение 30 секунд после начала программы, затем повторяются каждые 10 минут и при возобновлении программы после рекламных пауз. Это не относится к программам с рейтингом 19, где значок должен быть виден на протяжении всей программы. Эти правила не распространяются на рейтинг "Все", поскольку он не имеет значка. В начале программы в течение пяти секунд отображается сообщение об отказе от рейтинга: "Эта программа запрещена для детей младше X лет, поэтому требуется сопровождение родителей" (이 프로그램은 X세 미만의 어린이/청소년이 시청하기에 부적절하므로 보호자의 시청지도가 필요한 프로그램입니다, I peurogeuraemeun X-se mimanui eorini/cheongsonyeoni sicheonghagi-e bujeokjeolhameuro bohoja-ui sicheongjidoga piryohan peurogeuraemimnida.) для 7, 12 и 15 рейтингов. Для рейтингов "Все" и 19 предусмотрен другой отказ от ответственности, который гласит: "Эта программа подходит для всех возрастов" (이 프로그램은 모든 연령의 시청자가 시청할 수 있는 프로그램입니다, I peurogeuraemeun modeun yeollyeong-ui sicheongjaga sicheonghal su inneun peurogeuraemimnida.) и "Эта программа запрещена для детей младше 19 лет" (이 프로그램은 19세 미만의 청소년이 시청하기에 부적절한 프로그램입니다, I peurogeuraemeun sipguse mimanui cheongsonyeoni sicheonghagi-e bujeokjeolhan peurogeuraemimnida.) соответственно.
Эти рейтинги используются всеми южнокорейскими телевещательными компаниями. Несмотря на то, что телеканал KBS World предназначен для просмотра за пределами страны, он также использует эти рейтинги.
Рейтинги южнокорейского телевидения не включают в себя дескрипторы содержания или рекомендации, как это делается в большинстве других стран. Поэтому рейтинги используются в более широком смысле.